# تارودانت
تارودانت هي مدينة مغربية وعاصمة إقليم تارودانت بجهة سوس ماسة في جنوب المغرب، وهي واحدة من أقدم وأعرق المدن المغربية، تأُسست المدينة في القرن السادس عشر، وقد كانت أول عاصمة لسلالة السعديين قبل انتقالهم إلى مراكش. لعبت أدوارا تاريخية هامة في تاريخ سوس والمغرب. وهي تضم 82817 نسمة، حسب الإحصاء العام للسكان والسكنى لسنة 2024.

## التاريخ

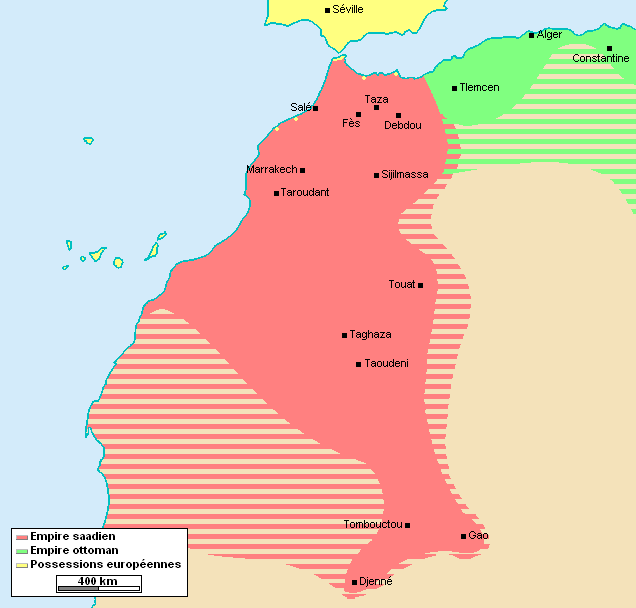
خريطة الدولة السعدية

### في عهد السعديين
منذ احتلال البرتغاليين مدينة سبتة في 818هـ / 1415م، فقد وقعت السواحل البحرية المغربية بدورها تحت النفوذ البرتغالي، وهو ما أقنع القبائل لمبايعة السعديين وتوحيد القيادة السياسية والجهاد لمحاربة الإحتلال البرتغالي. تمت مبايعة الشريف أبي عبد الله محمد القائم بأمر الله في 918 هـ / 1510 م بمنطقة تدسي قرب تارودانت كأول سلطان للدولة السعدية.
اتخد السعديون تارودانت كعاصمة في بداية دولتهم، وقاعدة لاستجماع قُواتهم، وإمكانيات القبائل المُبايعة لهم قصد مُواجهة الاحتلال الإيبيري لسواحل سوس والمغرب عامة. وقد عُرفت مدينة تارودانت خلال هذا العصر باسم المحمدية. وبعد مبايعة أهل سوس للسعديين، انطلقت حملاتهم العسكرية لمقاومة الإحتلال البرتغالي، وحصلو على الدعم المالي والعسكري، وقاموا بجمع الموارد المالية الزكاة والأعشار، واهتموا بصناعة السكر وبيعه للأوروبين المناوئين للبرتغالين، خصوصاً إنجلترا، مقابل الحصول على الأسلحة النارية، وعملوا عبر مراحل في تحرير السواحل المغربية. وتعتبر صناعة السكر من أهم الصناعات التي عرفتها تارودانت، والمغرب عامة خلال هذا العصر، وقد تركزت أهم معاملها على بمناطق أولاد مسعود وتازمورت وشيشاوة.
بعد وفاة القائم بأمر الله في 1517م، تولى إبنه أحمد الأعرج قيادة الدولة السعدية إلى غاية 1540م عندما إنقلب عليه أخوه محمد الشيخ وانفرد بالحكم. وبتحرير السعديون لحصن سانتاكروز في 1541م تم توجيه الضربة القوية للإحتلال البرتغالي، كما تم القضاء على الحكم الوطاسي، وتوحيد المغرب تحت سلطتهم. قام محمد الشيخ بتجديد وتحصين مدينة تارودانت، فشيد جامعها الأكبر والمدرسة القريبة منه، وبنى القصبة السلطانية داخلها، وكانت القصبة تضم دار المخزن مقر خليفة السلطان، والجامع السلطاني، وكذا السجن الذي تحدث عنه العديد من التجار البرتغاليين والإنجليز الذين ألقي عليهم القبض بتهم مختلفة في ميناء أكادير، إضافة إلى الخزينة التي ظلت قائمة حتى وقت قريب حيث دمرتها مياه الأمطار وهي المعروفة بدار العشور. كما أقام حول المدينة سورا يبلغ محيطه حوالي سبع كيلومترات، تتخلله أبراج مربعة تمكن من مراقبة الأراضي الواقعة خارجه، ويتراوح سمكه ما بين مترين حتى خمسة أمتار في مناطق الأبراج، تخترقه خمسة أبواب كبرى. استمر حكم محمد الشيخ إلى غاية 1557، وتم اغتياله في مؤامرة نفذها بعض العثمانين بأمر من السلطان سليمان العثماني.
بعد هذه الفترة، تعاقب على حكم الدولة السعدية كل من عبد الله الغالب (1557-1574) ثم ابنه محمد المتوكل (1574-1576) ثم عبد الملك المعتصم (1576-1578). إلى غاية معركة وادي المخازن في 1578، والتي توفي فيها عبد الملك المعتصم، ومحمد المتوكل، وتمت مبايعة أحمد المنصور الذهبي ابن محمد الشيخ للحكم كسابع سلطان للدولة السعدية.

خلال حكم السلطان أحمد المنصور الذهبي، عرفت الحياة الإقتصادية في تارودانت إنتعاشا كبيراً. وقد كان رواج التجارة عاملاً ساعد على إزدهار العديد من الصناعات الحرفية المختلفة، كصناعة النسيج وصناعة الأواني النحاسية والبرونزية، والمصنوعات الجلدية. ولقد إنعكس الرواج الإقتصادي على الأوضاع العمرانية للمدينة، التي شهدت حركة تعمير واسعة النطاق، وازدهاراً على مستوى الحركة العلمية والثقافية، فسرعان ما تحول الجامع الكبير بتارودانت إلى إحدى أهم جامعات المغرب في هذا العصر، لدرجة أن موظفي الدولة السعدية الكبار، حتى بعد انتقال العاصمة إلى مراكش، تخرجوا من الجامع الكبير بتارودانت، وكذا كبار القادة في الجيش وقضاة الدولة السعدية درسوا بهذا الجامع. وبعد هذا الإزدهار الذي عرفته المدينة، فإن تارودانت ستشهد مع مطلع القرن الموالي إحدى أكبر نكباتها، فقد ضرب المغرب طاعون جارف كان السلطان أحمد المنصور الذهبي نفسه أحد ضحاياه سنة (1012هـ/ 1603م). وقد كان هذا الطاعون أحد الأسباب التي ساهمت في تفكك الدولة السعدية، حيث تقاتل أبناء أحمد المنصور الذهبي على العرش، فإنقسم المغرب إلى مملكتي فاس ومراكش.

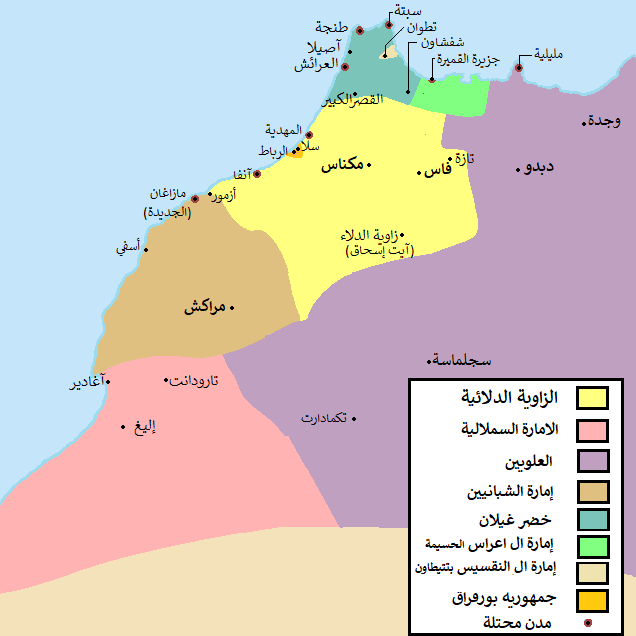
خريطة المغرب في نهاية حكم السعديين وبداية حكم العلويين

في سنة 1610، ثار ابن أبي محلي على السعديين وهزم جيوش السلطان زيدان الناصر، وأخرجه من عاصمته مراكش، لكن ذلك لم يدم طويلاً، ففي أقل من ثلاث سنوات استطاع زيدان الناصر أن يسقط ابن أبي محلي عن عرشه وذلك بعد إستنجاده بالشيخ أبي زكرياء يحيى بن عبد الله المنّاني الحاحي، هذا الأخير كانت له شهرة واسعة في سوس والأطلس الكبير، الأمر الذي جعله وزاويته تكون مقصدا للكثير من الزوار والأتباع من مختلف القبائل، سواء من داخل سوس أو من مناطق أخرى بعيدة في المغرب. وقد خوله هذا النفوذ الروحي والديني بين قبائل المنطقة أن يلعب دور التحكيم في مختلف النزاعات والصراعات التي تنشب بينها، ودور الوساطة بين هذه القبائل. وفي 1613 هاجم يحيى الحاحي على ابن أبي محلي في معركة كيليز بمراكش وقضى عليه، وأعاد السلطان زيدان الناصر إلى الحكم. غير أن إخلال السلطان زيدان بشروط اتفاقه مع الشيخ يحيى الحاحي، وهي مراجعة نظام الجبايات، وإشاعة العدل، والتخلي عن الرذائل، وإبعاد اليهود عن شغل المناصب الهامة، والذي على أساس هذه الشروط هب لنصرته، جعل هذا الأخير يخلع بيعته ويخرج من طاعة زيدان الناصر، فأعلن نفسه أميراً على تارودانت وما يحيط بها. وهكذا تأسست إمارة الحاحيين بتارودانت بين (1023-1039هـ / 1613-1629م) وقد ظل مؤسسها يحيى الحاحي يحاول توسيع نفوذه على حساب زيدان بمراكش وأبي حسون السملالي (المعروف باسم بودميعة) بإليغ، إلى أن توفي سنة (1035هـ/ 1626م)، بعدما عرفت إمارة الحاحيين في عهده الإستقرار، وحركة علمية نشيطة، لكونه كان يسعى إلى إجراء الأمور على منهجها الشرعي، وفق ما تمليه عليه مكانته العلمية، وطبقا لما يقتضيه واجب العلماء تجاه الأمة. وقد ظل أبو حسون السملالي (أمير إليغ) يتحين الفرص للسيطرة على تارودانت، لكن قوة ورباطة جأش الشيخ يحيى قامت دائما حائلا بينه وبين مراده. وهكذا كان عليه أن ينتظر وفاة يحيى الحاحي ليخلو له الجو ويحقق مبتغاه، ثم دخلت تارودانت تحت سيطرت إمارة السملاليين منذ 1629م، وعانى سكانها كثيرا، إلى أن قضى المولى الرشيد العلوي على إمارتهم عندما هدم عاصمتهم إليغ سنة 1670م، في إطار حملته لضم بلاد سوس وتوحيد الدولة العلوية.

خلال هذا العهد تنازع على حكم المدينة عدة أمراء علويين، واستمرت أوضاع المدينة مضطربة باضطراب أوضاع المغرب، وقد ظلت تارودانت خلال هذا العهد مستقرا للباشوات المخزنيين المعينين في سوس، لكنها بالمقابل فقدت الكثير من أدوارها ومن رونقها بفعل ماشهدته من حروب وصراعات حادة، وهو ما كان سببا في انهيار الأسس التي انبنى عليها رخاؤها الاقتصادي، وبصفة خاصة صناعة السكر. كما أن تحول الطرق التجارية، واستقطاب الأوروبيين لتجارة السودان نحو المراكز التي أقاموها بسواحل إفريقيا الغربية عند استعمارها، ساهم في توقف القوافل التجارية التي كانت تتجه نحو تارودانت. ومنذ هذا التاريخ ظلت ثروة تارودانت منحصرة في نشاطها الفلاحي، والذي بدأ يتركز تدريجيا حول شجرة الزيتون.

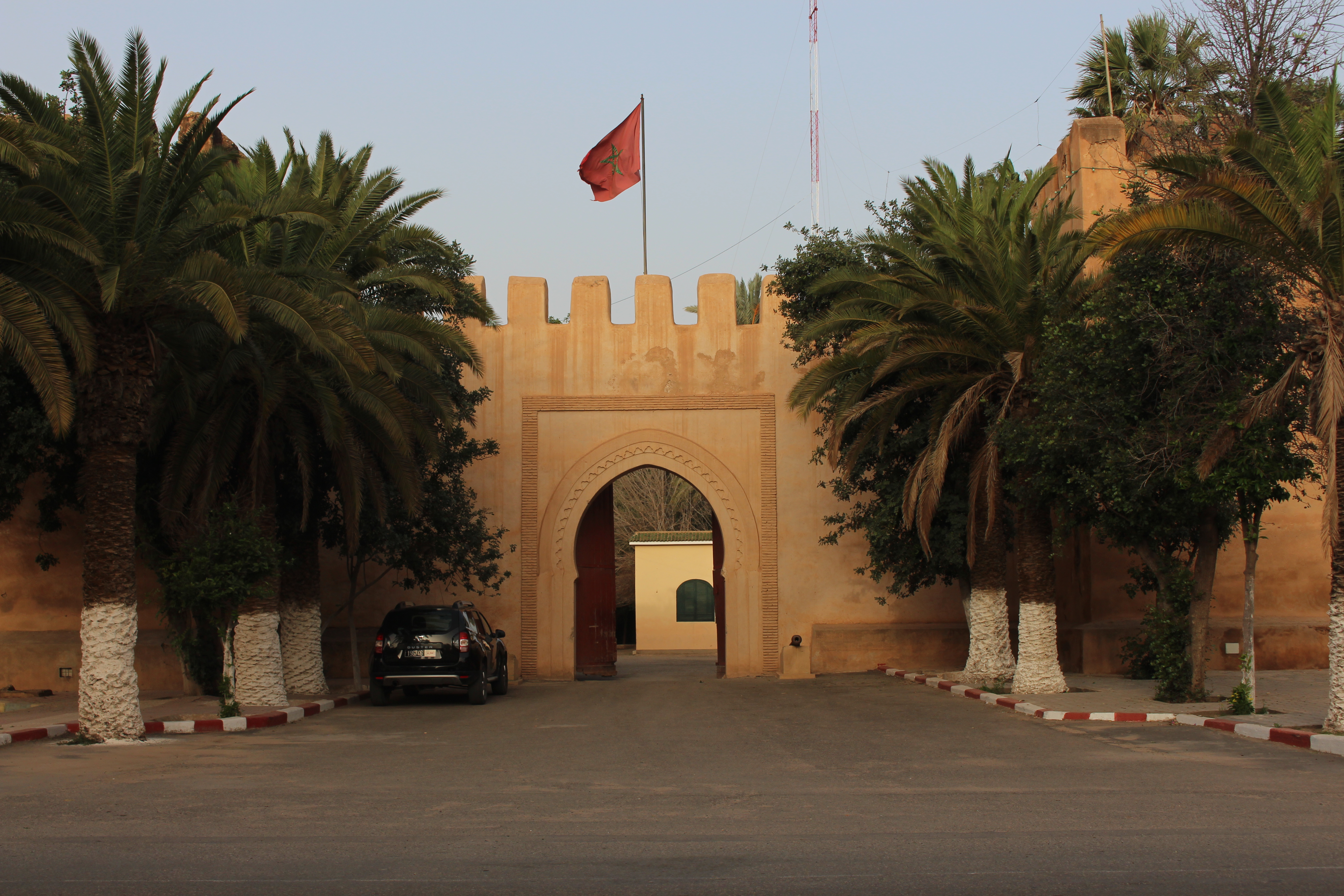
مكتب الشؤون الأهلية سابقاً في مدينة تارودانت (خلال فترة الإستعمار الفرنسي) ويرجع تاريخ تأسيسه إلى سنة 1928

### سنوات الحماية الفرنسية
باستثناء مستشفى بول شاتنيير (المختار السوسي حاليا) والمدرسة الأهلية للتعلم (ثانوية ابن سليمان الروداني) داخل المدينة وهما المنشئتان اللتان أسستا معا دفعة واحدة مطلع العقد الثاني من القرن العشرين 1922، ركزت سلطات الإستعمار جهودها في تارودانت على إعداد وتهيئة المدينة الأوروبية خارج حزام الأسوار إلى الجهة الشمالية الشرقية ما بين سور القصبة ونقطة المراقبة عند السلسلة، المنطقة التي تشمل عدة منشآت إدارية من التعمير الفرنسي كمكتب البريد الذي لعب دورا مهما في التواصل السلكي وتأمين نظام البريد الإداري عوض نمط الرقاص المعمول به مند زمن بعيد، ومقر الشرطة بعد تحويله من وسط درب أهل أقا إلى الحديقة الخلفية لقصر دار البارود جوار مدخل دار نقطة حليب وأخيرا المقر الحالي مند سنة 1947، وإدارة الأملاك الغابوية والأحراش (المياه والغابات)، والمدرسة الفرنسية (المنصور الذهبي) سنة 1942 بالإضافة إلى مجموعة فيلات هناك خاصة بهيئة التسيير الإداري الفرنسي، وهي السكنيات التي تحولت إلى حيازة أملاك الدولة بعد الاستقلال. لقد ركزت سلطات الاحتلال اهتمامها، وطيلة فترة تواجدها، من اجل استقرار جاليتها على هذه الوجهة من مدينة تارودانت.
أمضت المدينة سنوات عصيبة تحت نفوذ ضباط الشؤون الأهلية الفرنسيين، الذين كانوا يمثلون سلطات الحماية الفرنسية. وقد تبلور في أوساط شباب تارودانت منذ الأربعينات وعي سياسي مرهف، على يد وطنيين من أمثال القاضي سيدي رشيد المصلوت، جعلهم ينخرطون في صفوف حزب الاستقلال. ومع بداية الخمسينيات دخلت الحركة الوطنية بالمدينة منعطفا حاسما، حيث تبنت خيار المقاومة المسلحة على يد قادة شبان وطنيين من ضمنهم مولاي عبد الحفيظ الواثر، سي محمد بن إبراهيم برهان الدين، الحاج حسن اللودعي، مولاي رشيد السملالي، وقد إنخرط جل هؤلاء في الحياة السياسية لما بعد الاستقلال، وناضلوا من أجل بناء المؤسسات الديمقراطية الحرة، وقدموا من أجل ذلك تضحيات جسام ساهمت في تعبيد الطريق التي ولج منها المغرب عهد التحول الديمقراطي الذي يعيشه في وقتنا الراهن.

### بعد إستقلال المغرب

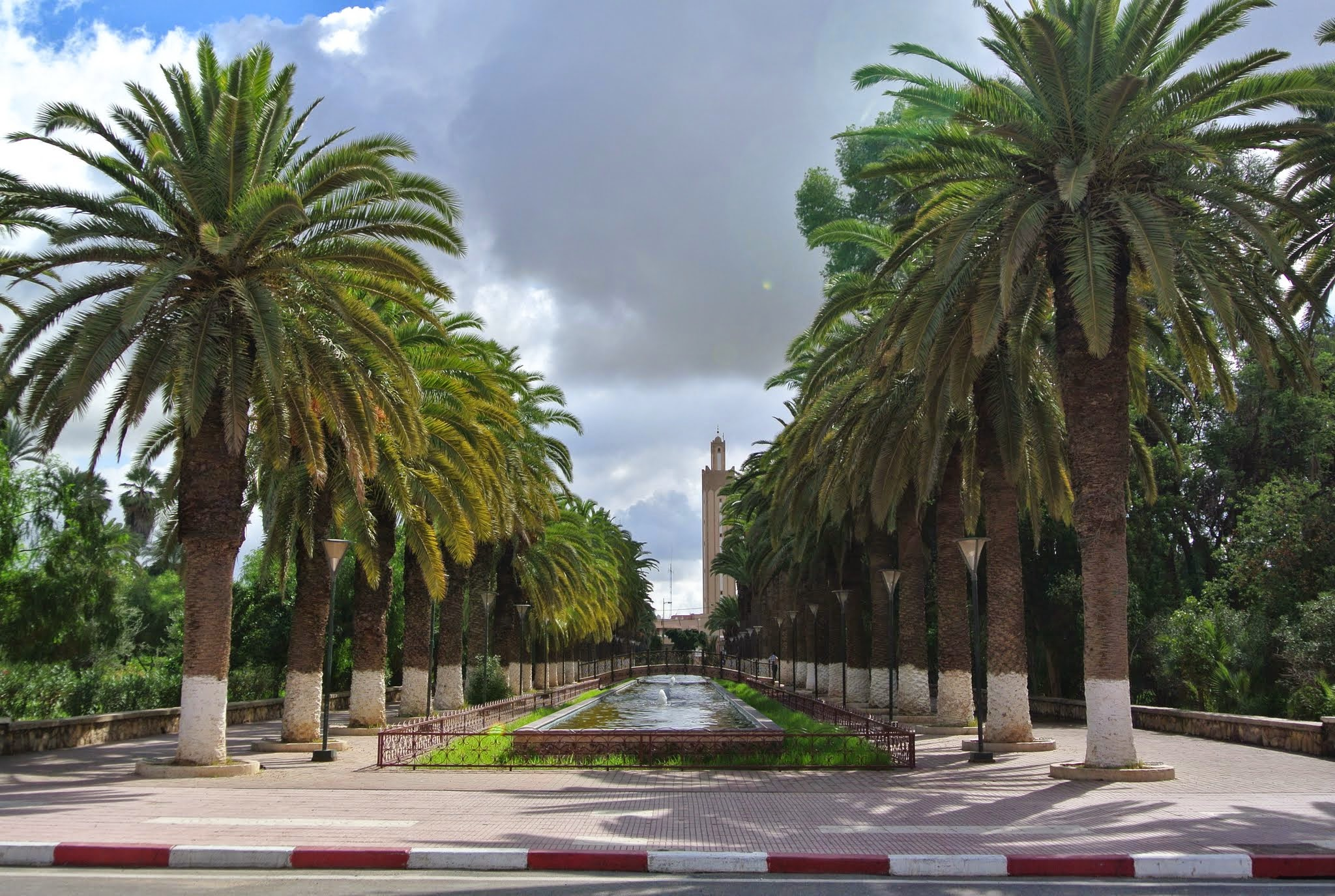
ممر النخيل المتواجد بحديقة إبراهيم الروداني

في سنة 1959، وضع الملك محمد الخامس الحجر الأساس لبناء المعهد الإسلامي.
في سنة 1981، عمد الملك الحسن الثاني في إطار سياسة تقريب الإدارة من المواطنين إلى إعادة الاعتبار لتارودانت كقاعدة متميزة لسوس، وذلك عندما أصدر أمراً بجعل هده الحاضرة عاصمة لإقليم تارودانت، وذلك بمقتضى الظهير الملكي رقم 2-81-854 المؤرخ في 2 صفر 1402 الموافق 18 دجنبر 1981. وأن من شأن هدا القرار، أن يحقق للمدينة وللإقليم تنمية شاملة في جميع المجالات وأن يعمل بالتالي على إيجاد فرص قادرة للدفع بتارودانت قدما إلى الأمام حتى تتمكن من مواصلة دورها الإشعاعي.
في 30 أكتوبر 2005، ترأس الملك محمد السادس حفلا دينيا كبيرا بالمسجد الأعظم بتارودانت، إحياء لليلة القدر المباركة.
في سنة 2006، زار الملك محمد السادس تارودانت ودشن بها المركب الاجتماعي ودار الفتاة بحي المحايطة.
وعاد لزيارة المدينة في سنة 2009 وأشرف على وضع الحجر الأساس لبناء مركب ديني وإداري تابع لوزارة الأوقاف والشؤون الإسلامية.
وفي سنة 2011 زار الملك المدينة من جديد وإطلع على برنامج التجميع لسلسلتي الحوامض والحليب ومشروع تطوير إنتاج اللحوم الحمراء بجهة سوس ماسة.
وفي سنة 2015 زارت زوجة الملك الأميرة للا سلمى المدينة لتدشين المركز المرجعي للصحة الإنجابية والرصد المبكر لسرطان الثدي وعنق الرحم.

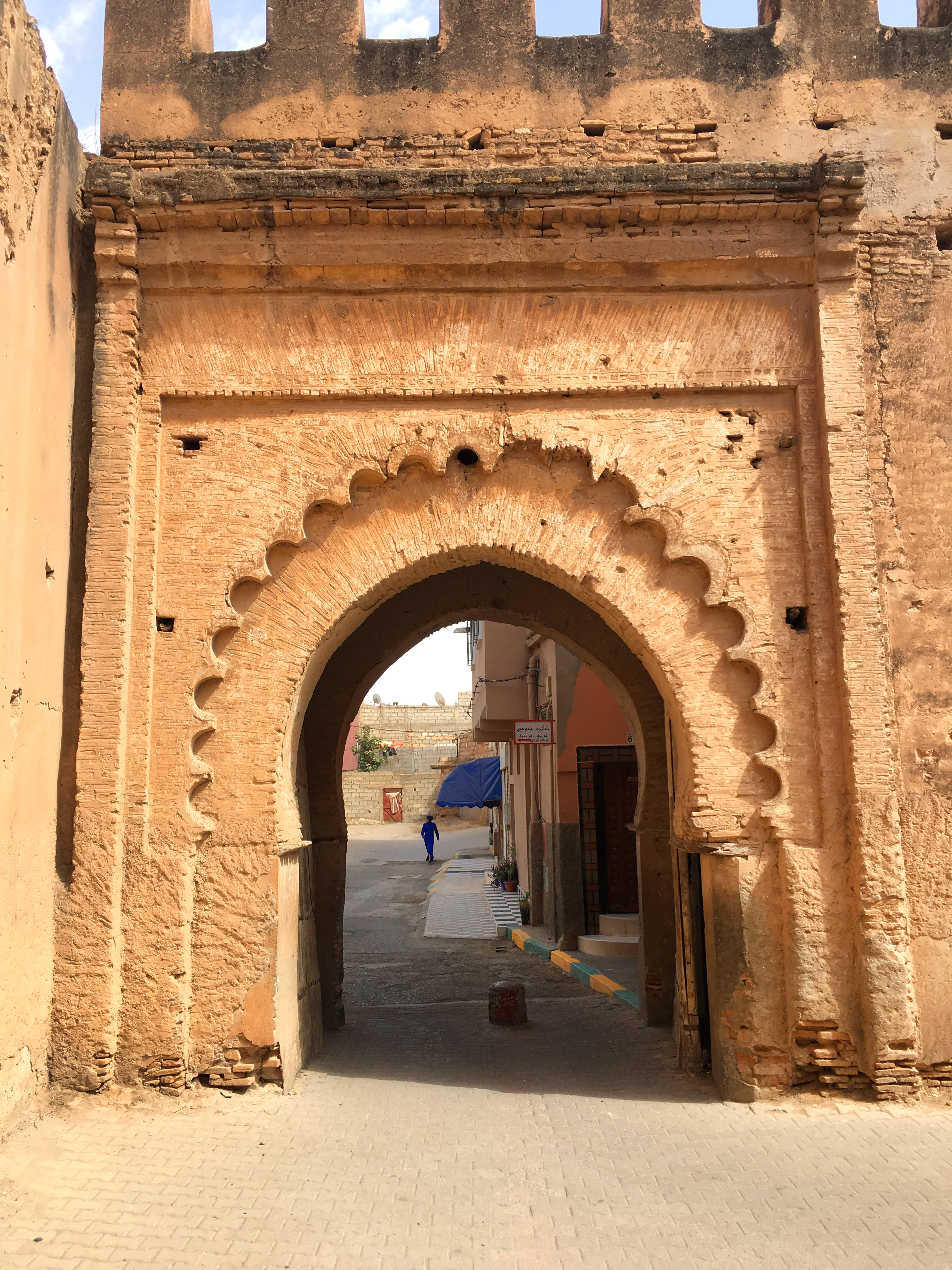
الممر المتواجد بين باب السدرة والقصبة

## التسمية
لا يوجد أي أصل حقيقي لتسمية "تارودانت"، يوجد كم زاخر من الإفتراضات و الإحتمالات يستعصي معها معرفة الأصل الحقيقي لهذه التسمية، وهي عبارة عن روايات شفهية تناقلتها رواية القدماء الذين زاروا المدينة، ومن ضمن الروايات: رواية مشهورة في التراث الروداني مفادها أن المدينة تعرضت لفيضان في وقت مضى فتسبب في خرابها و هلاك أغلب سكانها، وهنا يحكى ان امرأة فقدت أبنائها وبفعل حزنها صاحت باللغة الأمازيغية (تاروا، دانت)، ومعناها بالعربية (الأبناء، ذهبوا) ومع توالي السنين أصبحت المدينة معروفة بهذا النعت وبكثرة الاستعمال إندمجت الكلمتين تاروا و دانت في كلمة واحدة فأصبحت تارودانت، ما يدعم هده الرواية نجد المدينة محاصرة بين وادي سوس ووادي الواعر، مما جعلها أكثر عرضة لفياضانات متتالية في العصور القديمة حيث كان المناخ رطبا، فترسخت الرواية في الذاكرة الشعبية نظرا لترددها عبر الأجيال، وقد ورد في بعض المصادر الأخرى أن تأسيس مدينة تارودانت تم على يد عناصر من الشام، فسميت برودانة بنت الشام، وهي رواية مشهورة عديمة السند بالمعنى الذي وردت به، ولعل رواجها حديث العهد وبالتالي فهذه الرواية لا تعدو أن تكون مجاراة لعادات المؤرخين المشارقة القدماء في تشبيههم للمناطق و المدن التي زاروها بالمغرب و الأندلس بمناطق شامية مشرقية لوجه شبه بسيط. وهناك تفسير يعتمد على معطى الموقع المتميز للمدينة وسط سهل خصب دائم الإخضرار تُغذيه أودية هامة وعلى البعد اللغوي للتسمية نجد لفظ تارودانت آت بمعنيين مختلفين ( تار) وتعني: عديم أو عديمة، والمعنى الآخر (دانت) بمعنى: ذهبوا. من جهة أخرى، هناك من يرى أن تارودانت اسم محرف عن لفظة (تاغودانت)، وهو نوع من التين باللغة الامازيغية "لهجة تاريفيت" ويسمى بلهجة " تاشلحيت " (تالغودانت)، وهنا يتحقق ما يسمى بالإبدال فيصبح حرف الغين راءاً أو العكس، وهناك ما يؤكد ذالك مثلا "اداوزداغ" وهي تعني أهل المنطقة السفلى توجد في الأطلس الكبير وتحولت لتصبح "اداوزدار". وكما يزعم أن تارودانت قد تكون لها صلة بما يسمى بالمنطقة بالأمازيغة "دار وادان" والتي تعني الحاجز، وبما أن المدينة محاطة بالسور أطلق عليها اسم تارودانت، وهي مؤنث لـ "دار ودان" لاسم السور، وبالتالي فان اسم تارودانت قد يكون له معنى المدينة المسورة. ومن خلال ما سبق يتبين أن تارودانت هو الاسم القديم الذي عرفت به المدينة مند ظهرت أخبارها في كتب التاريخ، ورغم كثرة الاجتهادات لتفسير دلالة هذا الاسم، فقد ظل يكتنفه الغموض، ويفتقر إلى كثير من البحوث ويمكننا في الأخير ترجيح ما جاء به الاستاذ عمر افا في كتابه "مسألة النقود": من أن الكلمة الأمازيغية أصلها (أرودان) بمعنى المرتفع وقد عرب هذا الاسم فورد على القطع النقدية التي سكت بالمدينة خلال القرن 19م - ق13ه، باسم (رودانة).

## المعالم التاريخية

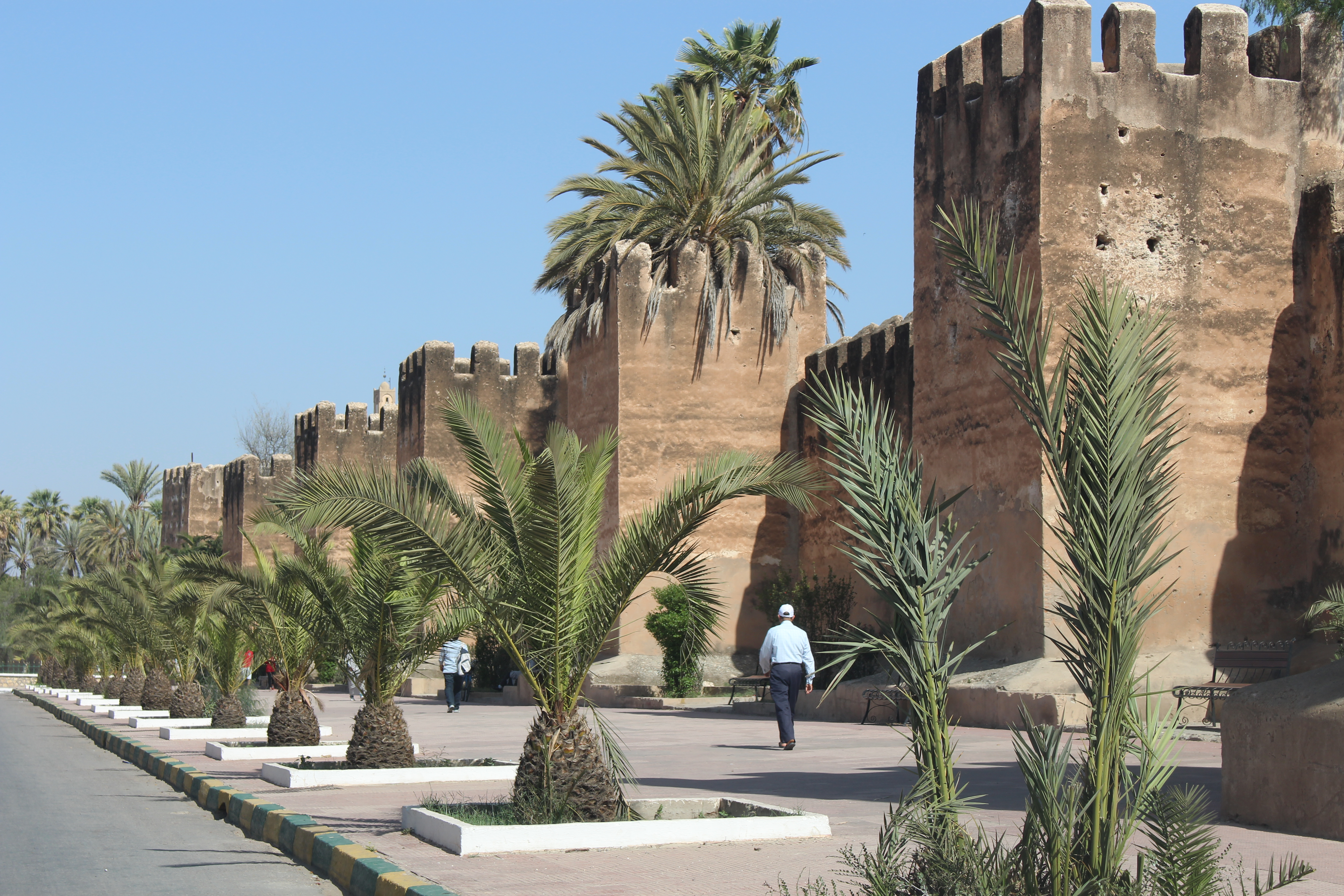
سور مدينة تارودانت أمام العمالة

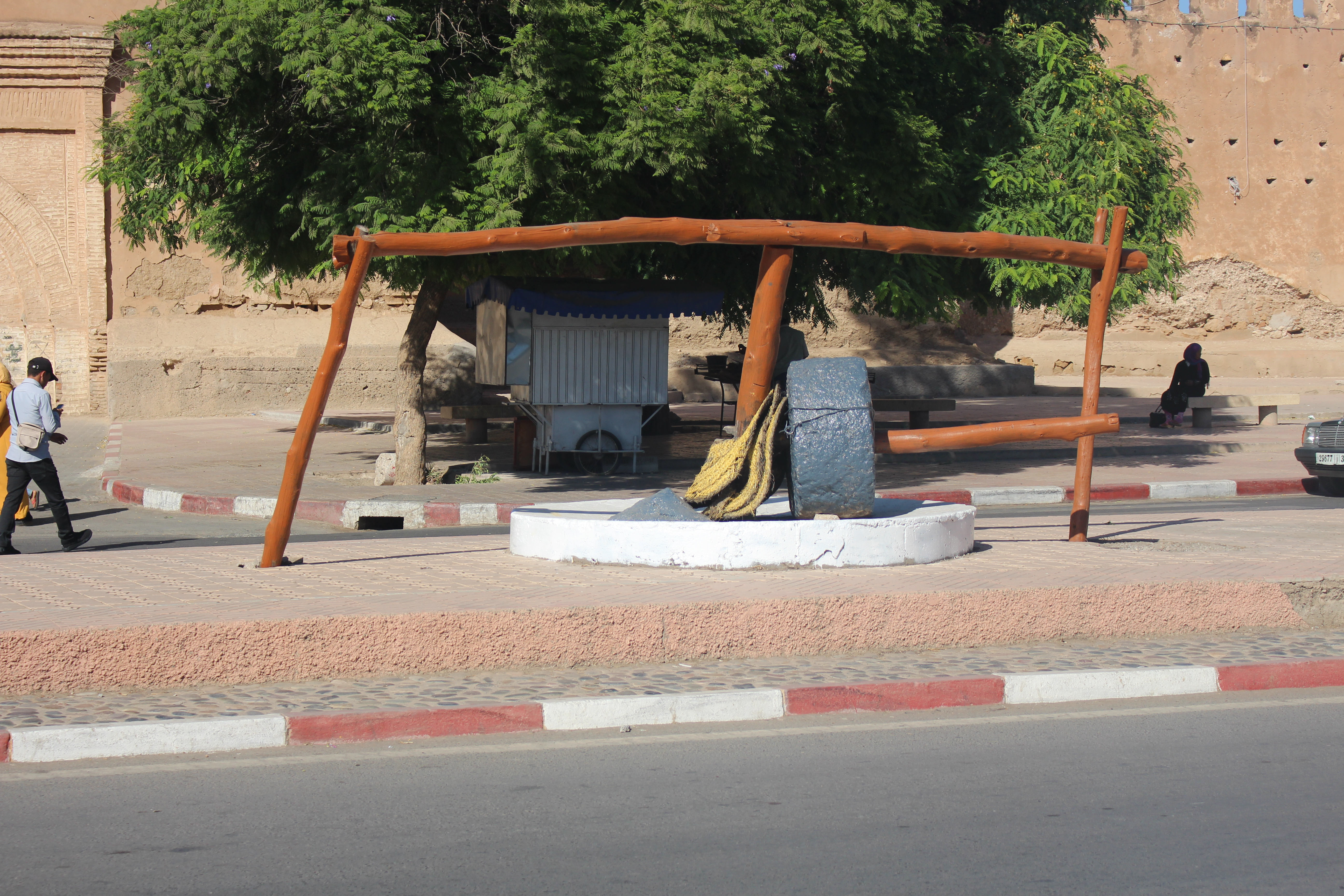
طاحونة قديمة متواجدة بالقصبة، داخل أسوار تارودانت، في الطريق المؤدية إلى باب السلسلة.

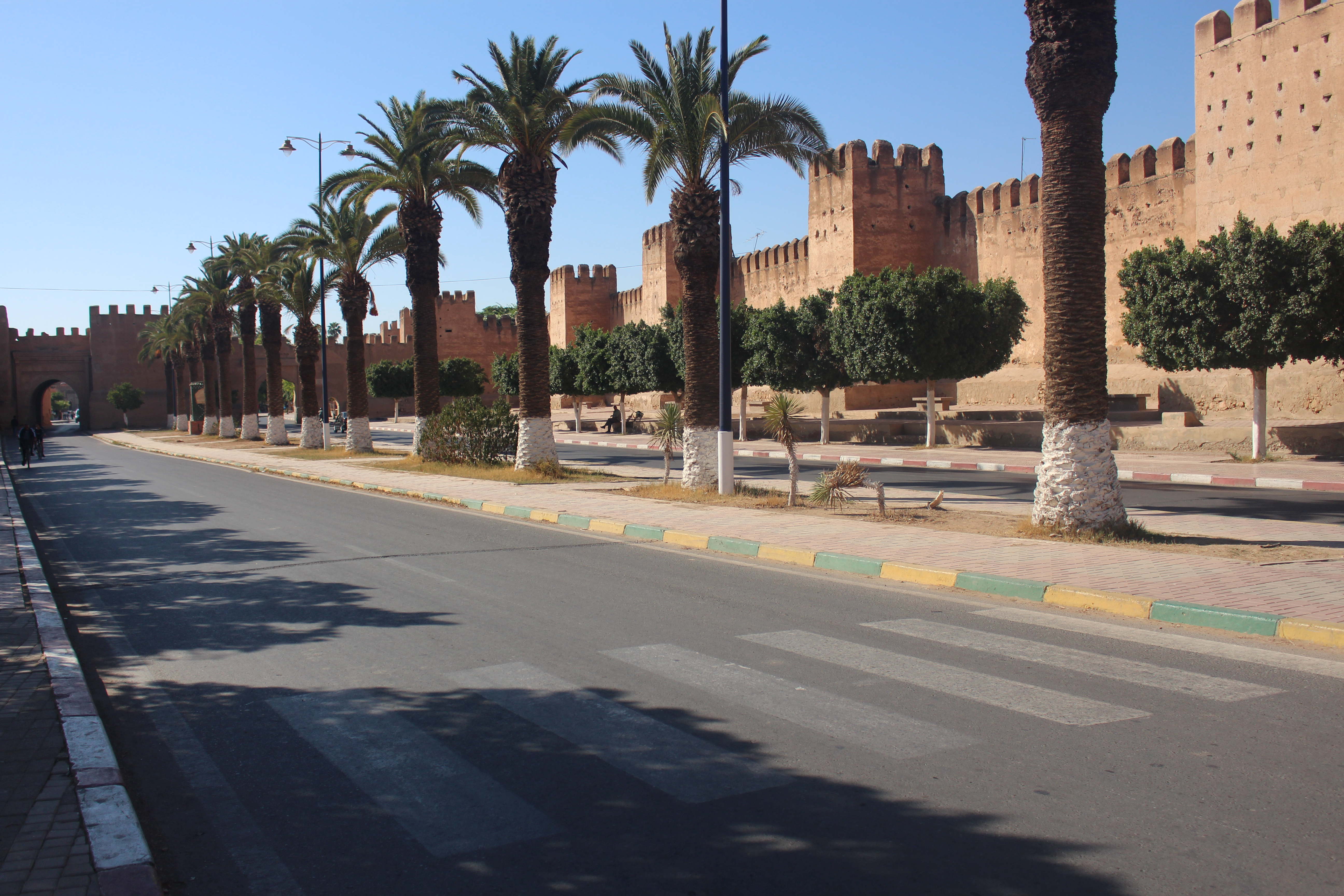
الطريق المؤدية إلى باب السلسة

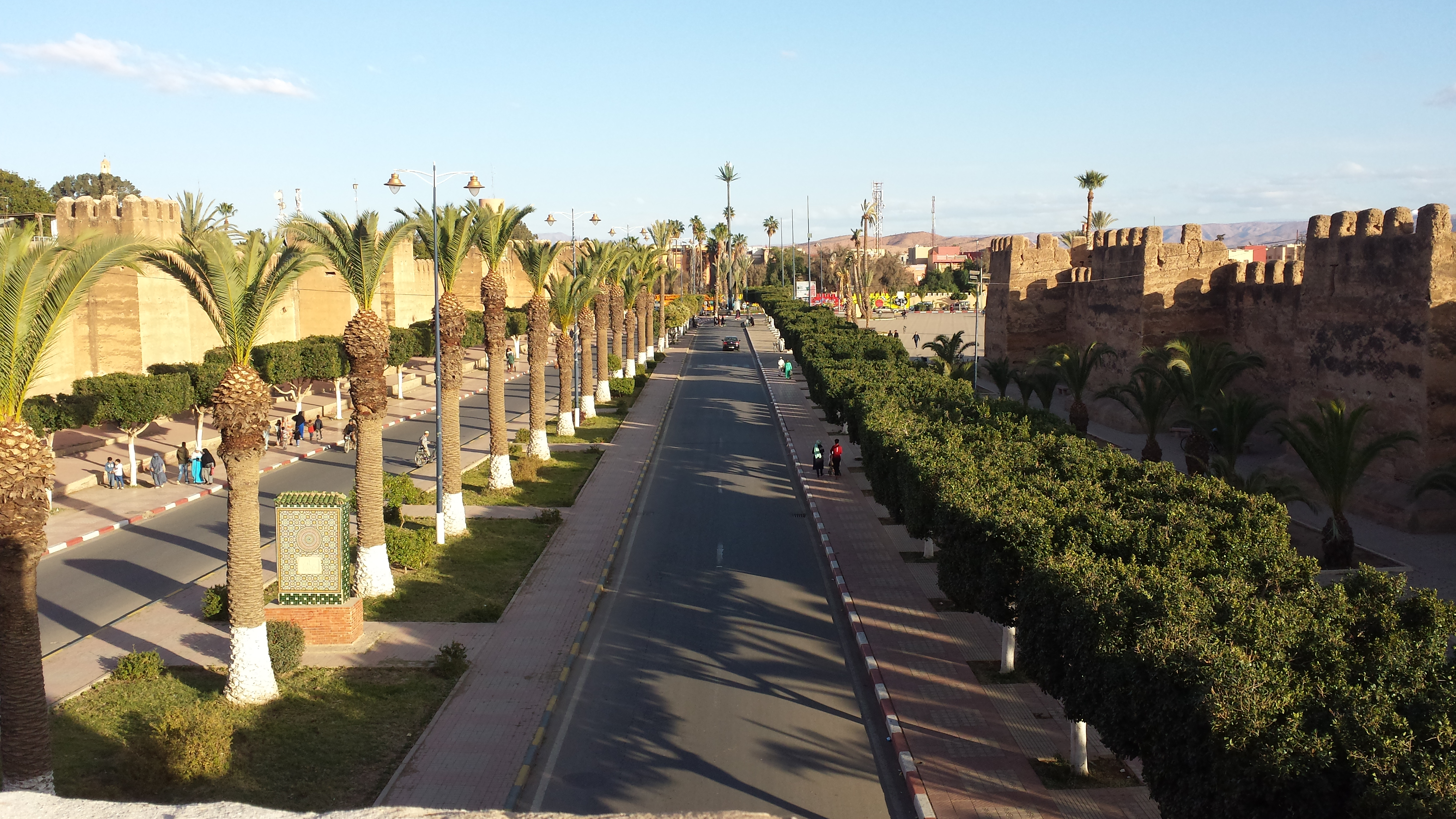
هذه الصورة تم إلتقاطها من فوق باب السلسة، كما يُمكن لجميع السياح مجاناً الصعود لفوق باب السلسة وإلتقاط صور تذكارية رائعة لسور تارودانت وشارع مولاي رشيد

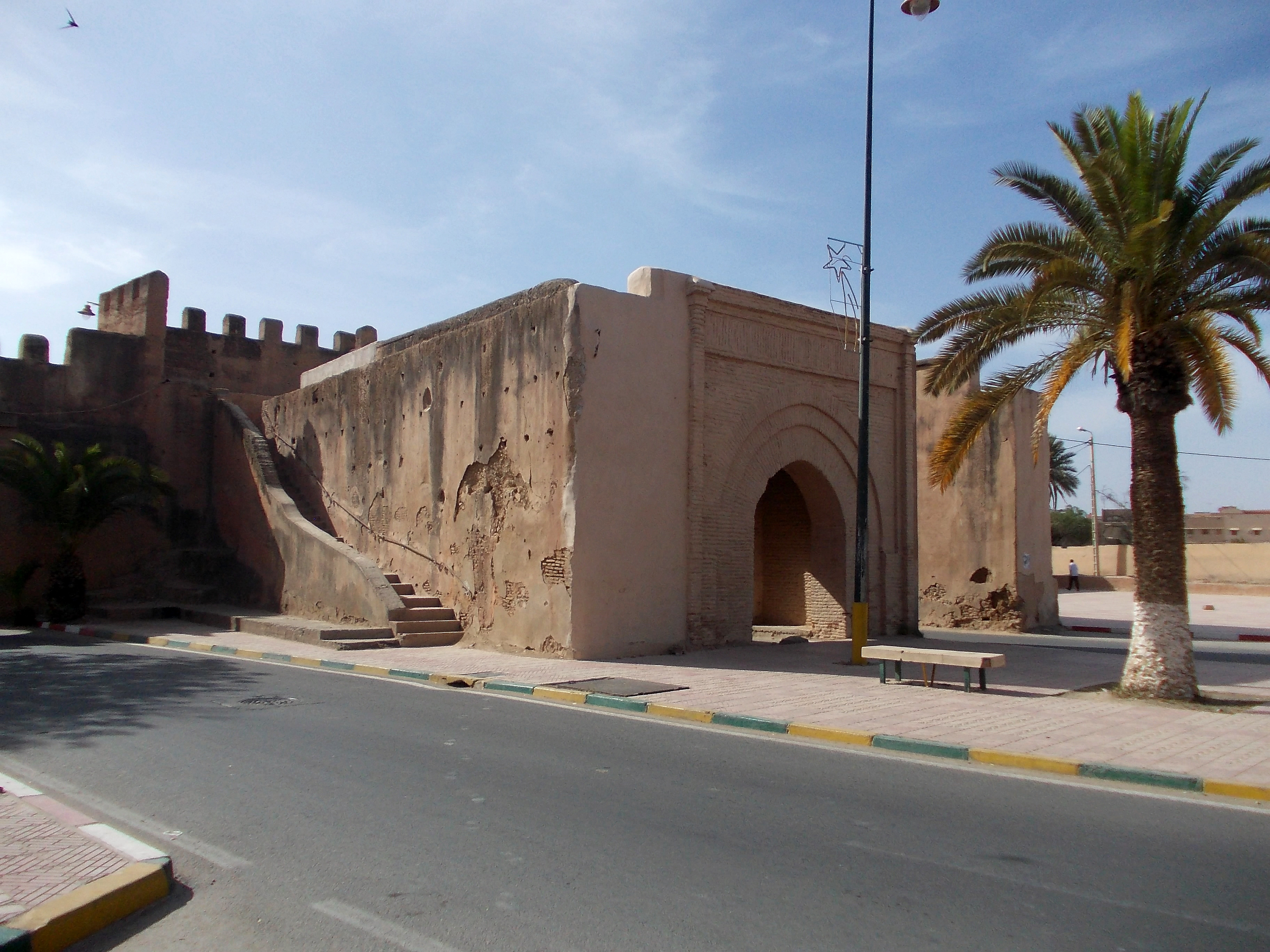
صورة تُوضح مكان تواجد الدرج الذي يمكن من خلاله الصعود لفوق باب السلسة

### السور
يعتبر سور مدينة تارودانت أقدم سور تاريخي في المغرب، يبلغ طول هذا السور الأثري 7,5 كلم، وهو مبني بالتراب المدكوك المخلوط بالجير، وهو ما يعطي للسور صلابته، وقد بني على شاكلة الأسوار المغربية الأندلسية الوسيطية، وهو عبارة عن جدار من الطابية يدعمه 130 برجا مستطيلا و9 حصون، وتتخلل السور خمسة أبواب أصلية، هي باب القصبة وباب الزركان وباب تارغونت وباب أولاد بونونة وباب الخميس، كما تتخل السور أبواب أخرى جديدة تم فتحها لتسهيل حركة المرور وهي باب أكفاي، باب تافلاكت، باب البلاليع، باب السلسلة، باب الحجر، باب بنيارة. وكحماية لهذا الثراث المعماري التاريخي فقد قامت السلطات المختصة بإعادة الاعتبار لسور تارودانت وذلك من خلال عدة ترميمات، كما أن سور تارودانت مصنف كتراث مادي وطني عبر مرسوم صدر بالجريدة الرسمية في 1931.
يتكون السور الأصلي لتارودانت من ثلاثة جدران متراكبة، كل جدار كان يؤدي دورا مختلفا، الجدار الأول هو جدار دفاعي يصل علوه إلى سبعة أمتار، ويتراوح سمكه ما بين ثمانين وتسعين سنتيمترا، يليه مباشرة جدار ثان يتراوح سمكه ما بين مترين وثلاثة أمتار يسمى ممر الحراسة، وكان ممرا تتجول فيه كتائب الحراسة ليراقبوا ما يحدث خارج السور، أما الجدار الثالث وهو أكثر سمكا وأقل ارتفاعا يرتفع إلى نصف ممر الحراسة، ويصل اتساعه إلى ثلاثة أمتار يسمى ممر الدورية، كانت تمر منه دوريات من الخيالة يراقبون الحراس ومدى يقظتهم واستعدادهم.
إن التفكير في تسوير مدينة تارودانت قديم جدا، حيث أنه يعود إلى عهد المرابطين، فقد وردت في ترجمة أبي محمد صالح بن واندالوس (سيدي وسيدي) المتوفى عام 592 هجرية إشارة إلى وجود “سورة” تحيط بالمدينة يرجع أنها كانت في سياسة التطويق العسكري التي نهجها المرابطون مع قبائل الأطلس الكبير والصغير، إلا أن المؤكد تاريخيا هو أن الأسوار الحالية تعود إلى صدر القرن العاشر الهجري، السادس عشر الميلادي (10هـ 16م) حيث اتخذت تارودانت منطلقا للدولة السعدية ولجيوشها المجاهدة ضد محتلي السواحل المغربية من إسبان وبرتغال. فقد قام السلطان محمد الشيخ السعدي بتجديد المدينة وتوسيع عمرانها وأحاطها بالسور القائم حاليا سنة 935هـ والذي يتخذ شكل مخمس يبلغ طوله (7.250م) تقريبا وعرضه بين (1.50م) وأربعة أمتار، خاصة عند الأبراج في حين يبلغ ارتفاعه (10) عشرة أمتار في بعض الجهات، تتخلله شرفات وأبراج مربعة بارزة على هيئة قلاع صغيرة مقدمة بينما تمتد القصبة السلطانية على مساحة تقدر بـ (50.000 متر) وتوجد بالمنطقة الشمالية الشرقية للمدينة، وقد أدى انعدام الحجارة بالمنطقة إلى استعمال كمية كبيرة من الجير وخلطه بالتراب المدكوك المستعمل عادة في بنايات المنطقة، ونظرا لان محمد الشيخ لم يكن ليأمن من قبائل الأعراب المحيطة بالمحمدية (تارودانت حاليا)، فقد استعمل كميات كبيرة من الحصى في تدعيم أساس أسوارها، ويخبرنا التمانارتي أنه: “في سنة تسع وثلاثين وألف حاصر بغاة من العرب والبرابر مدينة تارودانت … وحضروا لها أسرابا تحت أسوارها فوجدوا قاعدة أساسه الحصى لا تنال منه الفؤوس شيئا لوثاقته فقنطوا. وقد كان هذا السور بحق مؤسسة عسكرية تبرز الدقة والقوة في التقدير والمنطق الحربي السليم. ومنذ ذلك التاريخ يعد سور المدينة الحالي معلمة تاريخية وحضارية، ومظهرا من مظاهر عظمة المغرب السعدي. وعبر عن ذلك أحد القواد الفرنسيين في وصفه للسور بكونه يشبه في لونه لون الأسد.

### الأبواب
تتكون الأبواب الأصلية التي بُنيت مع سور تارودانت من 5 أبواب وهي باب القصبة، باب الزركان، باب تارغونت، باب أولاد بنونة، باب الخميس. لكن بعد عصرنة المدينة وتشييد الطرق المعبدة وزيادة حركة السيارات تم إفتتاح أبواب جديدة لتسهيل حركة التنقل في المدينة، وهذه الأبواب التي تم إفتتاحها هي باب السلسة، باب البلاليع، باب بنيارة، باب أكافاي، باب بيزمارن، باب الحجر.
- باب القصبة: وهو مدخل المدينة الرسمي والباب السلطاني منذ عهد الدولة السعدية حيث كان يدخل منه السلاطين والفيالق العسكرية والمواكب الرسمية لقربه من القصبة. ويوجد بجواره درج لتمكين السياح من الصعود إلى فوق السور لأخد صور تذكارية. هذا الدرج حاليا مغلق، تم إغلاقه بعد زلزال الحوز 2023، والدي سبب في هدم جزء من باب القصبة.
- باب الزركان: أخد إسمه من «إيزكان» بمعنى الطواحين التي تنصب على السواقي لطحن الحبوب، وقصب السكر منذ عهود قديمة. وهو الباب المتواجد قرب المحطة الطرقية لتارودانت.
- باب تارغونت: وكان يسمى قديما باب الغزو، وهو الباب الذي كان يخرج منه الجيش في حملاته العسكرية. تم إعادة تهيئته وأصبح يتوفر على درج بجانبه مثل المتواجد في باب السلسلة ومن خلال هذا الدرج يمكن الصعود لفوق باب تارغونت وإلتقاط صور تذكارية، والحصول على رؤية بانورامية لشارع محمد الخامس الذي يخترق حي باب تارغونت.
- باب أولاد بونونة: اسم هذا الباب ينسب إلى عائلات أندلسية انتقلت إلى تارودانت، ومنها أولاد بنونة الأسرة الأندلسية القادمة إلى منطقة سوس في القرن 16م، فأصبح اسمها يطلق على هذا الباب. وتجري حالياً أشغال إعادة تهيئة باب أولاد بنونة لتحويله لمتحف.
- باب الخميس: أخذ اسمه من السوق الأسبوعي الذي كان ينعقد يوم الخميس أمام هذا الباب.

بنيت الأبواب بالأجور الأحمر وتتميز بتصميمها المتميز والذي وضع أصلا للاستجابة إلى دورين أساسيين وهما:
- الدور العسكري: ويتجلى في حماية المدينة من كل هجوم مفاجئ، ومراقبة زوارها مراقبة دقيقة وهو ما يُفسر تعدد الأبواب داخل بناية الباب الواحد (باب القصبة، باب الزركان، باب تارغونت، باب السلسلة، بابين لكل منها)، وبينما تشكل الرحبات (الساحات) المتواجدة بينهما مجالا لتحرك الجيش، وتفتيش الزوار الغرباء، وساحة لمواجهة بعض المهاجمين الذين قد يتمكنون من إجتياز الباب الأمامي وتعطيلهم على إغلاق الباب الخلفي، وعلى جنبات كل مدخل أمامي نجد أقواسا تحصر فراغات مرتفعة بحوالي 80 سم عن الأرض، مغطاة يستقر بها الحراس يتناولون طعامهم بل ويطبخون أحيانا وهو ما خلف غلافا سميكا من الدخان في سقفها. وقد كان يتم إغلاق الأبواب خلال الليل بعد صلاة المغرب، ويتم فتحها في الصباح بعد صلاة الفجر بواسطة أبواب سميكة غلف بعضها بصفائح من الحديد حتى يتمكن من الصمود في وجه النيران.
- الدور الجبائي: في فترات السلم كانت المدينة تتحول إلى قبلة للتجار الوافدين سواء من القبائل السوسية، حيث كانت عاصمة سوس ومتجمع قبائله أو من المدن البعيدة كمراكش وفاس والسودان، وكانت هندسة الأبواب التي ترغم القوافل على المرور ببابين متواليين تمكن من ضبط مستخلص الجبايات كما كانت الرحبات تتحول إلى مستودعات لتجميع البضائع والمواد التي تدفع كضرائب عينية لتعشير التجارة الداخلة نحو المدينة.

### القصبة السلطانية

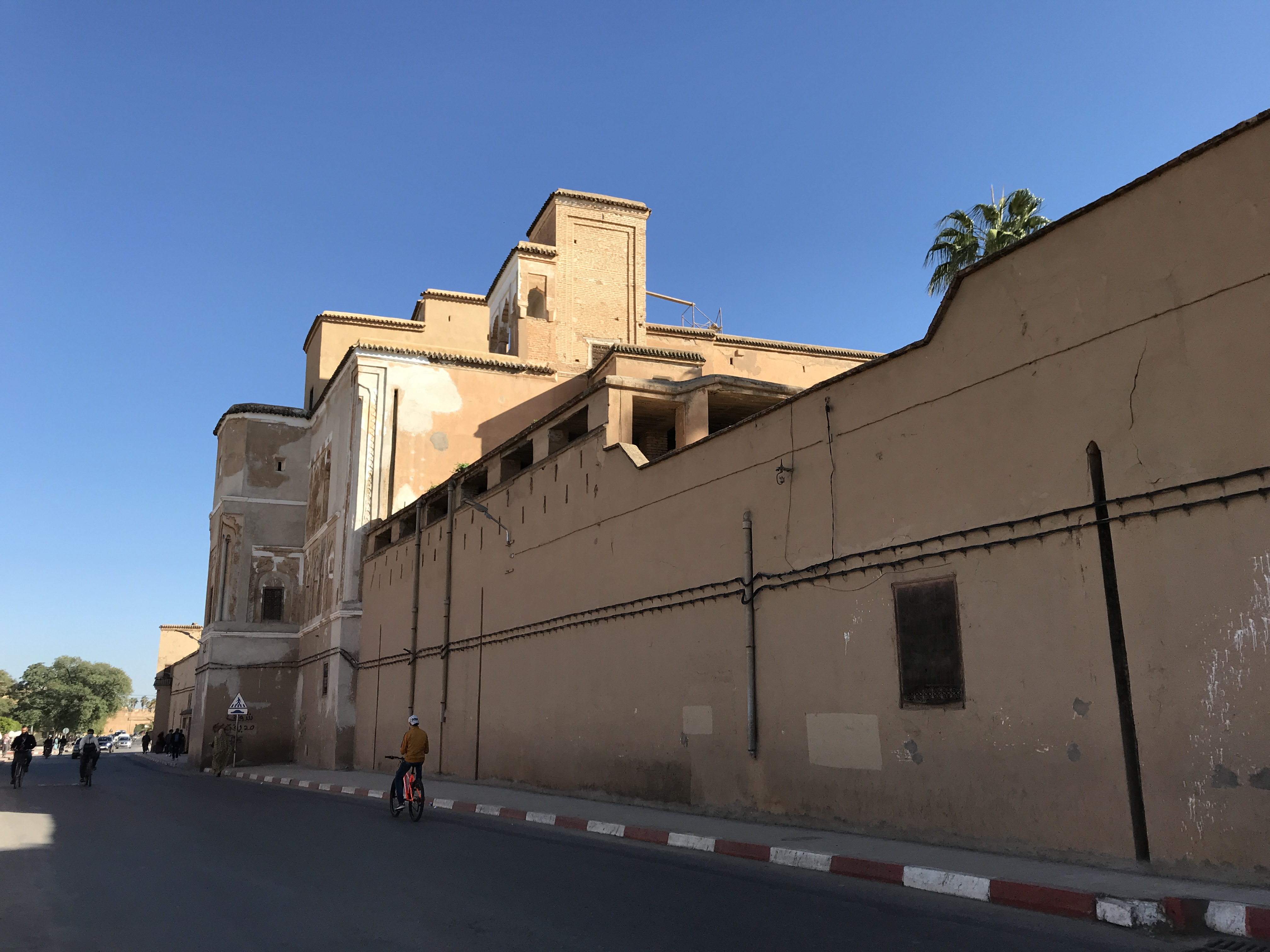
دار البارود في تارودانت

تعتبر من المآثر التاريخية المهمة بالمدينة، والتي تدخل في إطار المشروع العسكري لحماية المدينة أثناء العهد السعدي، فقد بنيت بدورها في القرن 16 م، بناها محمد الشيخ السعدي، وكان بها القصر السلطاني والثكنة العسكرية للمدينة أو ما إصطلح على تسميته “بالقشلة” في الفترة المخزنية. كما إحتوت القصبة مسجدا، وسجنا خاصا بأسرى الغزوات والعدو البرتغالي آنذاك، وكذلك المتمردين والمحاصرين، ودار العشور.

### دار البارود

صورة تاريخية قديمة للطريق المؤدية إلى باب السلسة، يرجع تاريخ تصويرها إلى سنة 1936

عبارة عن قصر قديم، يعود تاريخ بناءه إلى نهاية القرن التاسع عشر، حيث بني في عهد السعديين وهو ذات طابع عسكري وسمي بهذا الاسم لوجود مكان لتخزين السلاح به، دار البارود حالياً مغلقة وممنوع الدخول إليها، ويطالب سكان تارودانت من السلطات المختصة بفتحها في وجه العموم وإقامة متحف بها، لكن هذا الأمر لم يحدث، نظراً لكون دار البارود في ملك الخواص وليست في ملك الدولة.

### معامل السكر
كان قصب السكر أهم ثروة تجارية اشتهرت بها منطقة تارودانت خلال العصور الوسطي «"قصب السكر الذي ليس على قرار الأرض مثله طولا وعرضا وحلاوة وكثرة ماء"» هكذا وصفه الشريف الإدريسي في منتصف القرن السادس هجري، ثم تواتر هذا الوصف كذالك طيلة العهود الموالية، وقد شجع على العناية بهذه الزراعة إقبال التجار من كل الآفاق على شراء السكر السوسي الذي طبقت شهرته الأقطار المغربية والمشرقية وأوروبا وإفريقيا، حتى إعتقد الناس أن هذا السكر من خصوصيات جو المنطقة ومياهها، فعندما أمر أحمد المنصور الذهبي بإنشاء مشاريع جديدة لإنتاج السكر خارج المنطقة وحاول العديد من مستشاريه إقناعه بأن ذالك لا يتأتى إلا في أرض سوس. وقد كانت معامل السكر عبارة عن مركبات ضخمة للصناعة تمتد كل واحدة منها على مساحات شاسعة وتستعمل الطاقة المائية لإدارة أرحيتها الحجرية الضخمة بدلاً من الطاقة البشرية والحيوانية، وتضم معمل الطحن والعصر وأفران الطبخ والتكرير وإلى جانبها معامل الخزف الطيني الذي تتخذ منه القوارير الهرمية المخروطية التي يفرغ فيها السكر لتشكيله وإخراجه في قوالب لا تختلف عن قالب السكر المخروطي المعروف حالياً إلا في تعدد أحجامها، وقد شبه الفشتالي معاصر السكر في تارودانت بأهرام مصر يتقاصر عن تشييدها أولو القوة من عاد وثمود الذين جابوا الصخر بالواد. وتوجد بقايا وأطلال هذه المعامل إلى يومنا هذا بضواحي تارودانت في أولاد مسعود وفي تازمورت وإيميز. بعد الطاعون الذي إجتاح سوس وعدداً من مناطق المغرب في مطلع القرن الحادي عشر هجري، تقلص عدد السكان وتدهور الوضع الفلاحي، وهجر العمال الحقول والمعامل وتلاشت التجهيزات وإنقرض العمل بها، وإنقطع الأمل في إصلاحها وإحيائها وصادف ذالك بداية تدفق منتجات العالم الجديد على الأسواق الأوروبية وخاصة السكر الأمريكي الذي نافس السكر المغربي وقضى عليه.
وبعد نهاية عصر زراعة قصب السكر، تم تعويضه بزراعة الزيتون وما يؤكد ذلك هو العدد الكبير لمعاصر الزيتون التقليدية في تارودانت ونواحيها، وقد تركزت أهم هذه المعاصر بجوار أبواب الأسوار كباب الزركان وباب الخميس وباب تارغونت. وقد تميز زيت الزيتون الذي تم إنتاجه من هذه المعاصر بجودة عالية، نظراً للمناخ ونوعية التربة و السماد البيولوجي الحيواني عوض الصناعي، وانعدام كلي لاستخدام المبيدات الكيماوية.

### قصبة الزيدانية
هي قصبة تاريخية تحول جزء كبير منها إلى منازل للسكان بحي الزيدانية غرب تارودانت، ويعود تاريخها إلى الأمير محمد زيدان بن السلطان إسماعيل، الذي قام ببنائها بعد أن بعثه والده لقتال أخيه محمد العالم الثائر بسوس عام 1114هـ. وقد تم تأسيس القصبة حين قدم الأمير زيدان لقتال أخيه محمد العالم المتحصن بتارودانت عقب عودته من مراكش التي استولى عليها واستباحها، ولما ظهرت للأمير زيدان قوة الثوار المحتمين بأسوار تارودانت واستماتتهم في القتال مما يعني طول مدة الحرب، أمر ببناء القصبة وتحصينها ليتخذها الجيش المخزني منطلقا لهجوماته على الثوار وقاعدة خلفية يلجأ إليها ويتحصن بها عند التعرض لضربات خاطفة من الخصوم. ولا تتوفر المعلومات عن حال قصبة الزيدانية بعد القضاء على هذه الثورة إلا ما كان من إشارة ترد بعد ذلك بزمن طويل في أوائل القرن الرابع عشر الهجري حينما اتخذها القائد الناجم الأخصاصي أحد رؤساء المجاهدين تحت إمرة الشيخ أحمد الهيبة قاعدة يشن منها الهجومات على حيدة بن ميس قائد الجيش المخزني بسوس المتحصن بتارودانت، ولا يستبعد أن تكون القصبة اتخذت بعد ثورة العالم قاعدة عسكرية قطنها فيلق من عبيد البخاري لمراقبة تارودانت والمناطق المحيطة وقمع الثائرين بها بعد ذلك مثل المولى أبي النصر بن المولى إسماعيل الذي ثار هناك سنة 1123هـ، ثم أصبحت في مراحل لاحقة تجمعا سكنيا على غرار كثير من القصبات الإسماعيلية في نواحي المغرب ولا تزال على ذلك إلى اليوم. وقد صادقت جماعة تارودانت على إقتناء الأرض التي تتواجد بها قصبة الزيدانية من أجل إحداث متحف تاريخي وصيانة هذه القصبة التاريخية والسور التاريخي المحيط بها.

## الدين

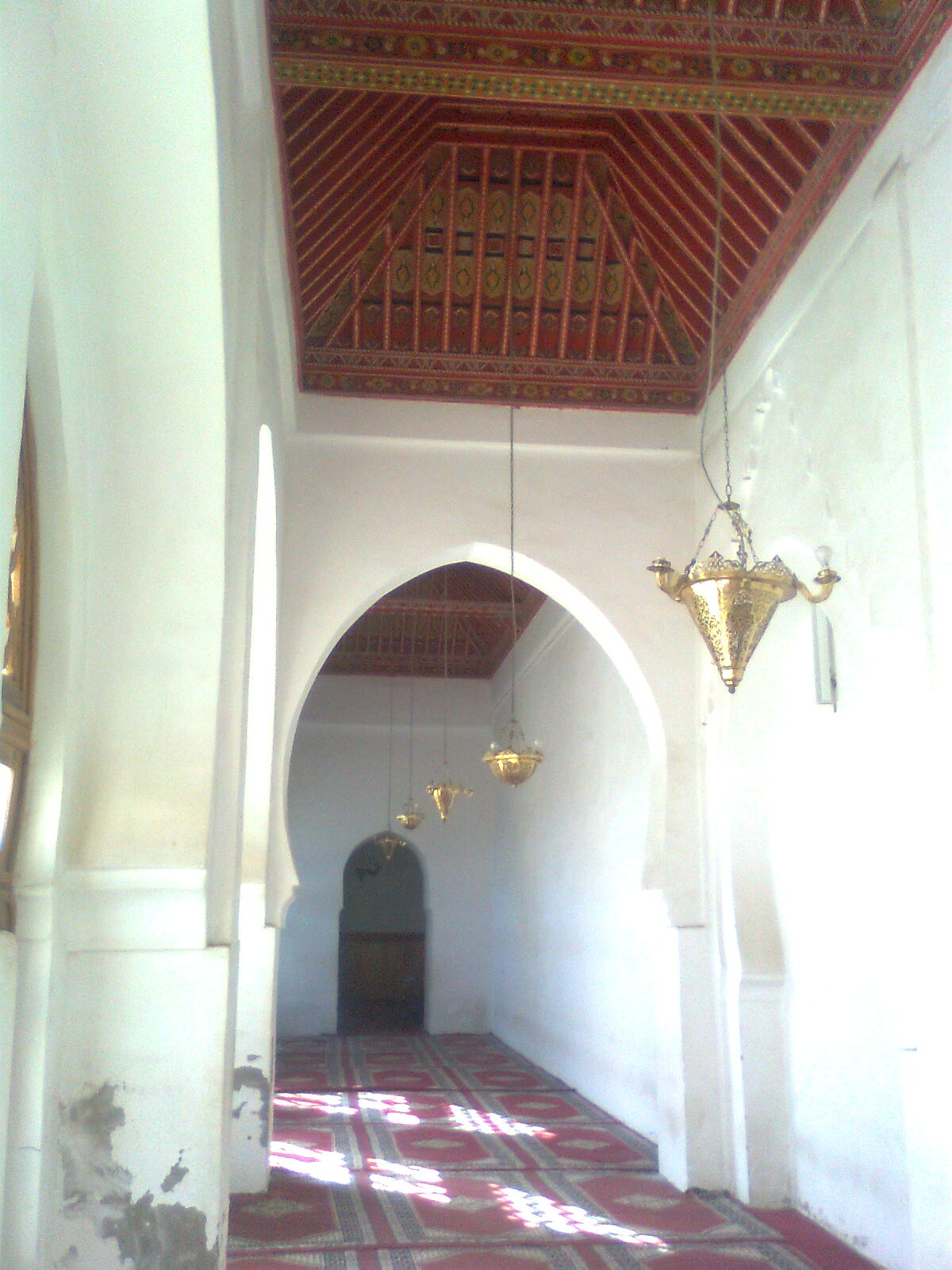
يُحسب الجامع الكبير بتارودانت على عهد الدولة السعدية، باعتبار أن السعديين هم أول من قام بتجديده، ويعد من أكبر المساجد السعدية على الإطلاق ويعتبر كجامعة رودانية ومدرسة مولوية درس بها بعض الأمراء السعديين، وكانت تدرس به مختلف العلوم الدينية وعدد من العلوم الدنيوية خاصة الحساب/الجبر لارتباطه بالفرائض، والهندسة لارتباطها بعلم الفلك وعلاقته بالمواسم الفلاحية والدورات الزراعية والهندسة المعمارية

### الإسلام
تتوفر مدينة تارودانت على 44 مسجد، ومن بينها مساجد تاريخية، وهذه قائمة بأهم المساجد في المدينة:
- مسجد القصبة: ويُعتقد بأنه أول مسجد أسس بالمدينة، لأن القصبة السلطانية لها ذكر في العهد المرابطي والموحدي، ومن غير المعقول أن تخلو من مسجد. تعرض هذا المسجد لبعض الأضرار بسبب زلزال الحوز 2023.
- الجامع الكبير: من أقدم المساجد بالمغرب، لا يُعرف تاريخ بناءه بالضبط، لكن المصادر التاريخية تؤكد على أنه تم تجديده في عهد الدولة السعدية من طرف السلطان محمد الشيخ السعدي، كما خضع لعدة ترميميات في عهد الدولة العلوية. هذا الجامع، بلغ أوج إشعاعه خلال فترة حكم الدولة السعدية، فلم يكن مجرد مسجد لإقامة الصلوات، بل كان أيضاً مؤسسة جامعية، لإستقبال طلبة العلم، وتدريس مختلف العلوم، درس به العديد من الأمراء السعديين، كما كان مؤسسة تشريعية لسن القوانين وتنظيم شؤون المدينة.[21]
- مسجد فرق الأحباب: أسسه السلطان عبد الله الغالب في (978 هـ / 1570م) وسماه الجامع الجديد، وقد تم اغلاقه في سنة 2020، حفاظاً على سلامة المصلين، بعد اكتشاف تشققات في جدرانه وتساقط في الخرسانة المكونة للسقف. وتجري حالياً أشغال إعادة إصلاحه.[22]
- مسجد سيدي وسيدي
- مسجد الحسن الأول: بناه أحد المحسنين الذي تبرع بمبلغ مليار سنتيم. وقد دشن هذا المسجد يوم 22 نونبر 1996، بمناسبة الذكرى الواحدة والأربعين لعيد الاستقلال. يعتبر حالياً مسجد الحسن الأول بحي المحايطة من أكبر وأهم المساجد في تارودانت، فيه يصلي عامل الإقليم كل جمعة، وبه تم إستقبال الملك محمد السادس في 2011. كما يستخدم أيضاً في أغراض تعليمية كدروس محو الأمية ودروس تعليم الحجاج قبل السفر لأداء مناسك الحج.

يوجد في تارودانت عدة زوايا من بينها: الزاوية العيساوية والزاوية الحمدوشية في أسراك، والزاوية التيجانية في قرب مسجد سيدي وسيدي.

### اليهودية
في سنة 1936، كان بمنطقة تارودانت 2124 يهودي موزعون في ملاحات بزكموزن واولاد برحيل والفيض وأولوز، وفي 1960، كان عدد اليهود قد نقص بنسبة الثلث ونزل العدد إلى 1434 (حسب الإحصاء العام للسكان والسكنى لعام 1982)، قبل أن يتلاشى كلياً هذا العدد من جراء موجة الهجرة الجماعية لليهود نحو المدن الكبرى كالدار البيضاء أو إلى خارج المغرب.
بداية الستينات، كانت الطائفة اليهودية بتارودانت يتخذون لأنفسهم تكتلا عمرانيا منعزلا يسمى الملاح، إمتهنوا بعض الحرف البسيطة كالبقالة والتجارة وصناعة التعدين التي بدأت تعوض حرف الأواني المصنوعة قديما من الفخار والخشب كالمغرف والملعق والطاجين والصحن والقدر والكانون، ثم صناعة الفضة وتجارة الحلي منها التي برعوا وتفننوا بل ضمنهم من تميزوا وتفردوا في ذلك وإحتكروا أسرار الحرفة دون البوح به لغيرهم حيث يتخذون من مساكنهم ورشات عمل فيما دكاكين الصياغة بالسوق الكبير لعرض المنتوج، وهم أول من مارس بتارودانت تجارة القرب التي تسمى اليوم الباعة المتجولون يجوب التاجر المتنقل الأحياء والدروب والدواوير بالأرياف بدابته المحملة بمختلف السلع.
يوجد في تارودانت مقبرة يهودية كبيرة تقع في حي الملاح.

### المسيحية
توجد بالمدينة كنيسة كاثوليكية في حي فرق الأحباب، بنيت في فترة الاستعمار الفرنسي للمغرب وبداخلها العديد من الحدائق، لا تزال تقام بها الصلوات، خصوصا في يوم الأحد. ويرجع تاريخ تأسيس هذه الكنيسة إلى فترة انتشار وباء التيفويد في سوس وتارودانت، حيث تم بناءها تكريما للراهبات التي قدمن المساعدة الطبية والاجتماعية للمرضى آنذاك.
قبل بناء هذه الكنيسة، كانت الراهبات يستخدمن صالة كبيرة في دار الحليب (رياض النخيل حالياً) في المستشفى القديم الدي بناءه الدكتور الفرنسي بول شاتينيير.
يوجد في تارودانت مقبرة مسيحية تقع في حي المحايطة قرب مقر إدارة المكتب الوطني للكهرباء.

## المجتمع

### السكان
حسب الإحصاء العام للسكان والسكنى لسنة 2014، يبلغ عدد سكان مدينة تارودانت 553 79 نسمة (بما فيهم 788 18 أسرة). ويُشكل السكان داخل أسوار المدينة أكثر من نصف سكان تارودانت وذالك لتواجد أغلبية المحلات التجارية والأسواق والمقاهي داخل الأسوار ويعتبر أكثر المتوجدين حاليا بالمدينة سكانا غير أصليين حيت أن أغلبهم قادمون من الدواوير المجاورة للإستقرار بمدينة تارودانت نظراً لكون إقليم تارودانت تتكون غالبية مناطقه من جماعات قروية، وغالبيتها تفتفر للمؤسسات التعليمية أو الصحية أو الإدارية مما يضطر العديد من سكان هذه الجماعات القروية إلى الهجرة والقدوم لمدينة تارودانت والإستقرار بها، أو بهدف البحث عن العمل. أما لغة الحوار الأكثر تداولا بين السكان هي الدارجة المغربية، ثم تليها لهجة تاشلحيت.

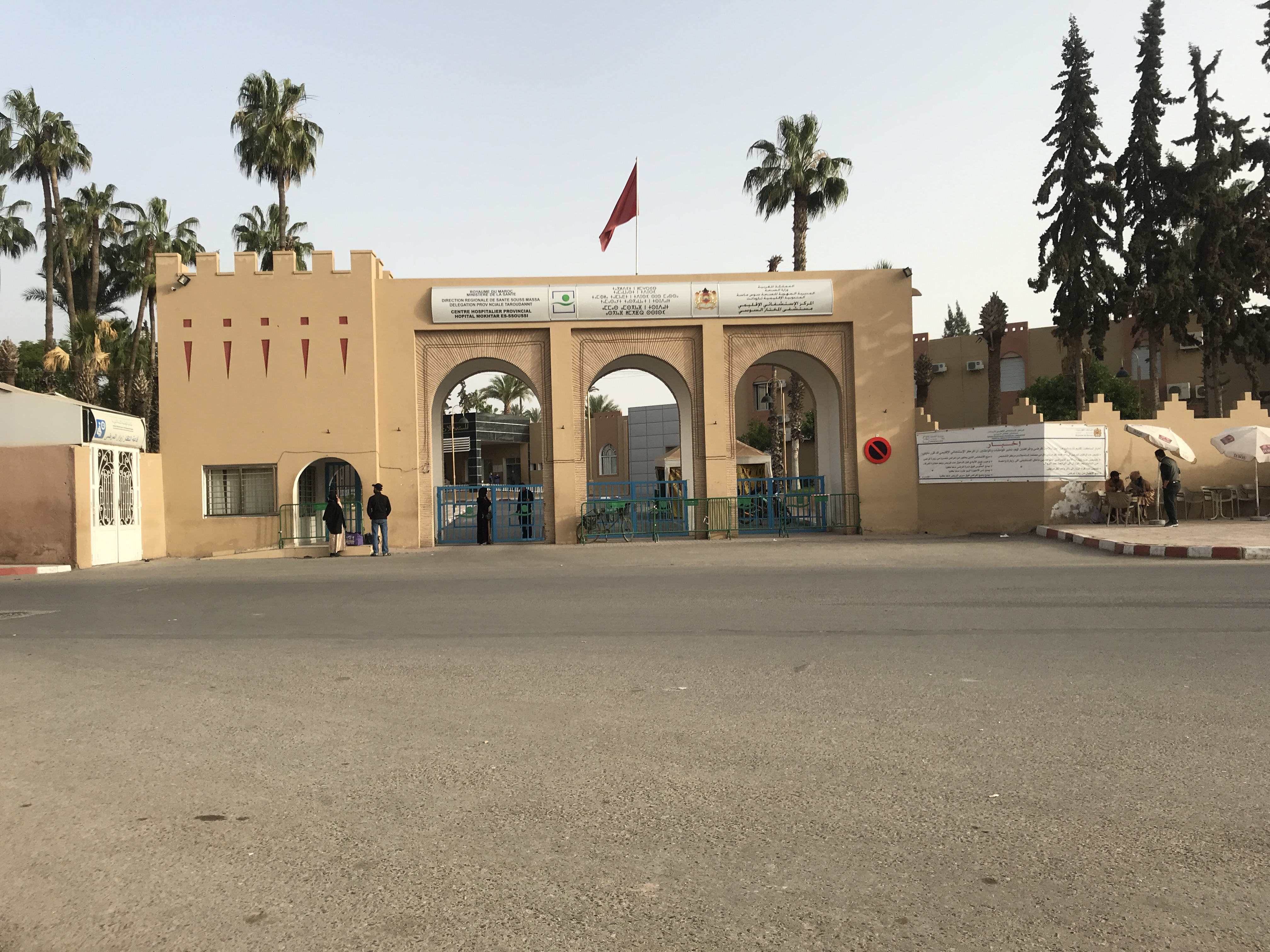
المستشفى الإقليمي المختار السوسي بتارودانت

### الصحة
تتوفر مدينة تارودانت على مستشفى عمومي إقليمي واحد وهو مستشفى المختار السوسي وقد عرف مؤخراً العديد من أشغال التوسعة والتأهيل، كما يوجد بالمدينة 3 مستوصفات حضرية بكل من المحايطة وتامقلات وأولاد بنونة، وتتوفر المدينة أيضا على 3 مصحات للخواص وهما: مصحة تارودانت في المحايطة، ومصحة الليمون في البلاليع، ومصحة أكديتال في باب الزركان، ومركزين لأمراض الكلي في ملكية الخواص، وهما: مركز أمراض الكلي وتصفية الدم وازيس في المحايطة، ومركز أمراض الكلي والدياليز تارودانت في لاسطاح، لكن إقبال الرودانيين على القطاع الصحي الخاص يبقى ضعيفاً بسبب ضعف الإمكانيات المادية لغالبية الأسر.
كما تم بشراكة مع وزارة الصحة بناء وتجهيز مركز لتشخيص داء السل والأمراض التنفسية في حي لاسطاح.
ويتواجد عدد كبير من العيادات الخاصة في تخصصات مختلفة (الأنف الأذن الحنجرة - النساء والولادة - المسالك البولية) بمركب البديع أمام المحطة الطرقية.

### الأمن
تُعتبر مدينة تارودانت من بين أكثر المدن المغربية أماناً للسكن والاستقرار، فالجرائم والسرقات ناذرا ما تحدث في تارودانت، إضافة إلى طبيعة سكان تارودانت الذين يتميزون بالكرم والضيافة.
يوجد في تارودانت 4 مراكز للشرطة، تتوزع هذه المراكز بكل من المحايطة، أقنيس، المحطة الطرقية، وأسراك، بالإضافة إلى مركز خاص بالدرك الملكي يقع بالحي الإداري، ومراكز أخرى خاصة بالقوات المساعدة توجد بجوار الملحقات الإدارية.

## الثقافة

### البنيات التحتية الثقافية

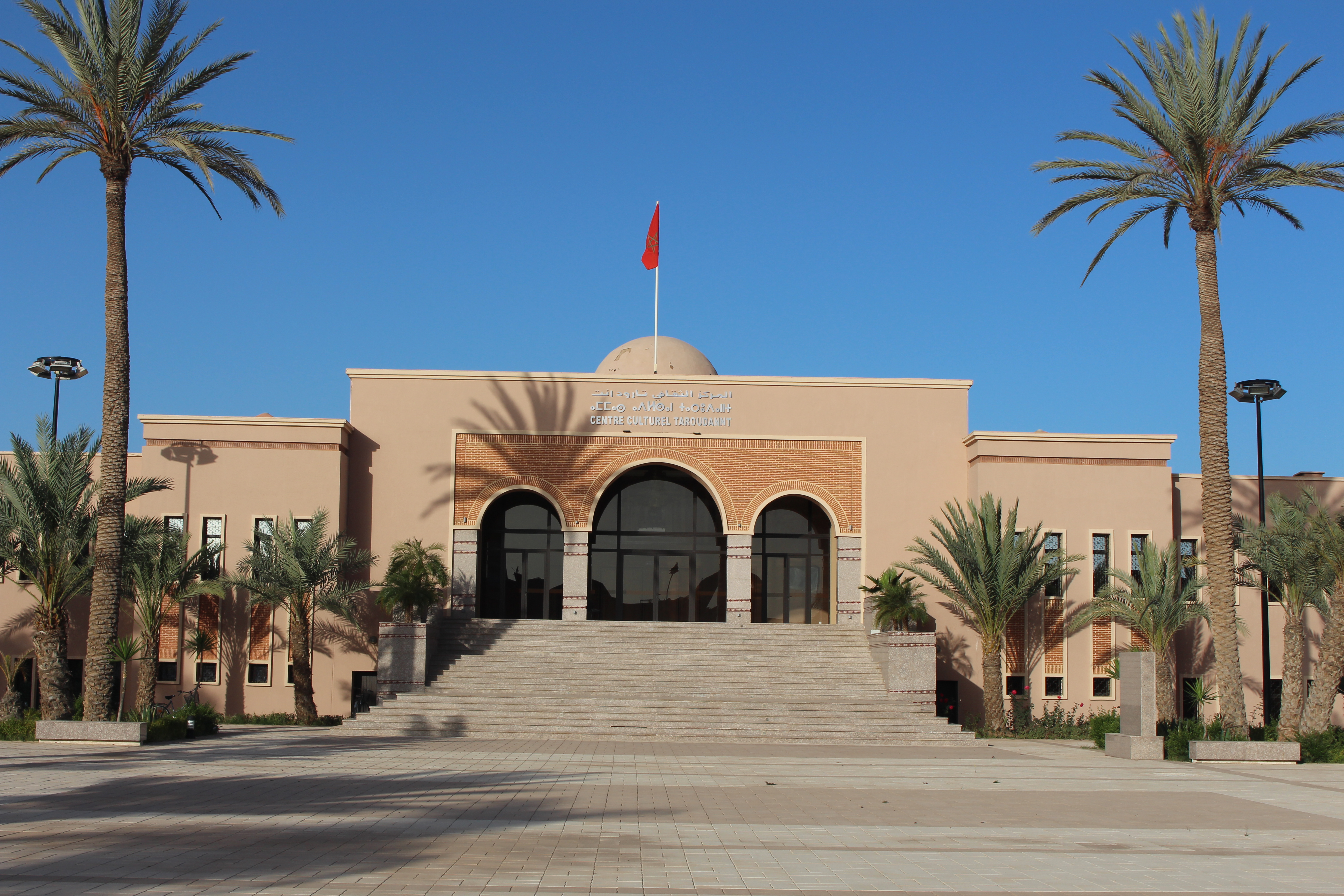
المركز الثقافي في مدينة تارودانت

تتوفر تارودانت على فضاء الذاكرة التاريخية للمقاومة والتحرير الذي افتتح في سنة 2015، كما تتوفر على خزانات ثقافية منها الخزانة البلدية في الحي الإداري، وخزانة القاضي موسى في حي أقنيس، بالإضافة إلى خزانة الإمام علي التابعة لمعهد محمد الخامس بتارودانت التي أحدتث في سنة 1957 والتي تحتوي على رصيد هام من المخطوطات التي توثق لحقبة تاريخية من مدينة تارودانت.
أما فيما يخص البنيات التحتية للأنشطة الثقافية، أو التي لها علاقة بالشباب، فتتوفر تارودانت على مركب ثقافي بحي لاسطاح تم تدشينه في سنة 2021، ودار الحي بكل من سيدي بلقاس وأولاد الغزال وأكافاي والقصبة، ودار الشباب بحي أقنيس والمركب الاجتماعي والتربوي بالمحايطة ومركز خدمات الشباب والذي كان يسمى سابقاً بقاعة المغرب العربي، ومنصة الشباب بالحي الإداري.
ومن المشاريع المستقبلية في قطاع الثقافة التي تخطط لها جماعة تارودانت: تهيئة سينما أطلنتيك بأسراك، والتي يعود تاريخ تأسيسها إلى سنة 1931، وإقتناء حمام سيدي وسيدي لتحويله لمتحف تاريخي، وإنجاز مركز الشعاع للتكوين والتنشيط المسرحي في حي القصبة، وإعادة تهيئة فضاءات العرض في باب الخميس وباب الزركان.

### التراث الموسيقي
تتميز المدينة بتواجد العديد من الفرق الفنية المشتغلة في مجال الدقة الرودانية، والكريحة الرودانية، ولعابات تارودانت، وأحواش، وكناوة، والميزان الهواري. كما يُنظم بالمدينة سنوياً المهرجان الوطني للدقة والإيقاعات.
وتشتهر الرودانيات بفن الحضرة، الجيلاليات يغنون بالعربية، والناصيريات يغنون بالأمازيغية.

## المناخ

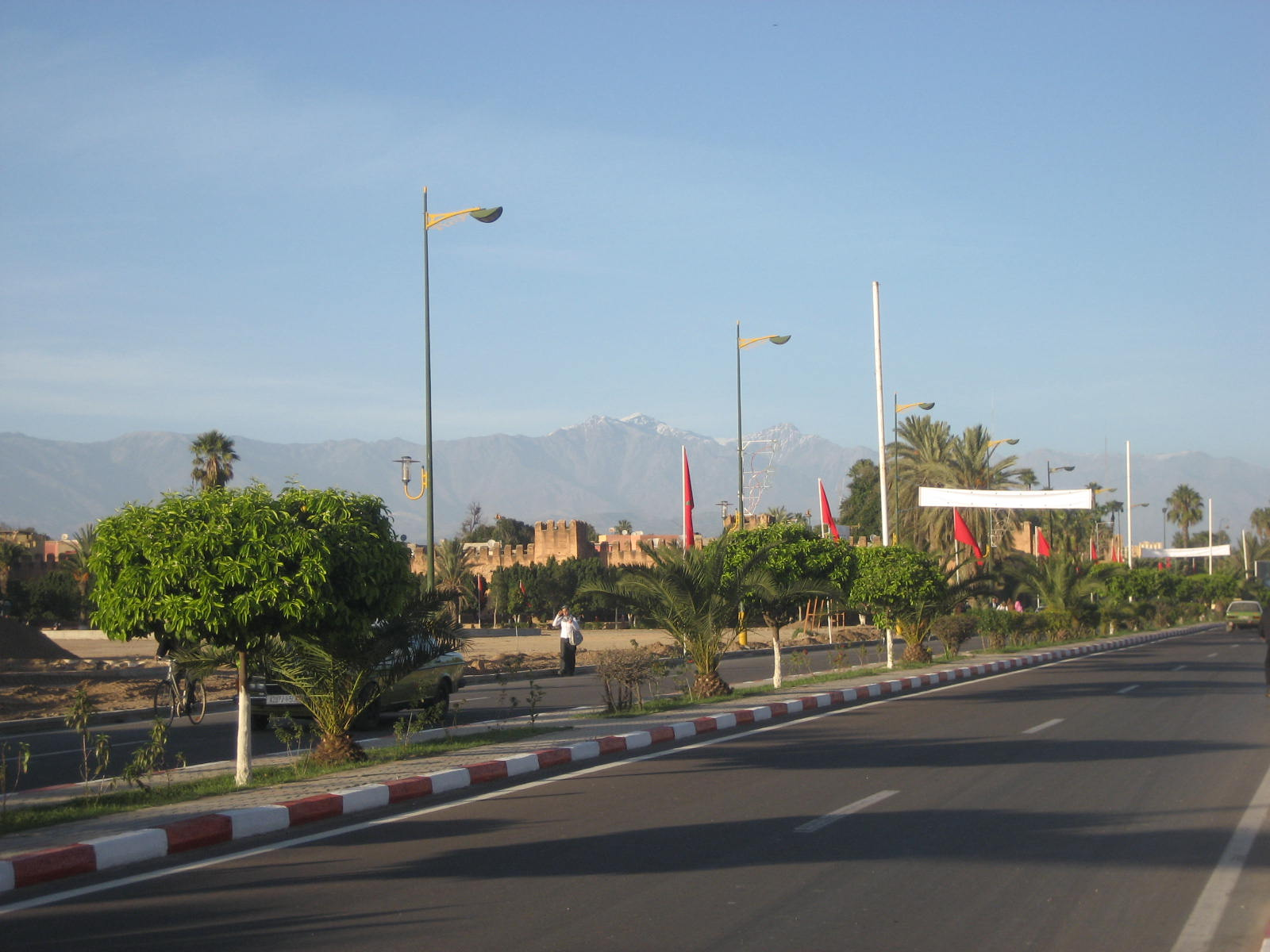
الطريق الوطنية 10، أحد أهم الشوراع الرئيسية التي تمر بالمدينة

مناخ مدينة تارودانت قاري مع إنخفاض درجات الحرارة في فصل الشتاء وارتفاعها في فصل الصيف والتي تتجاوز أحيانا 40 درجة مئوية.

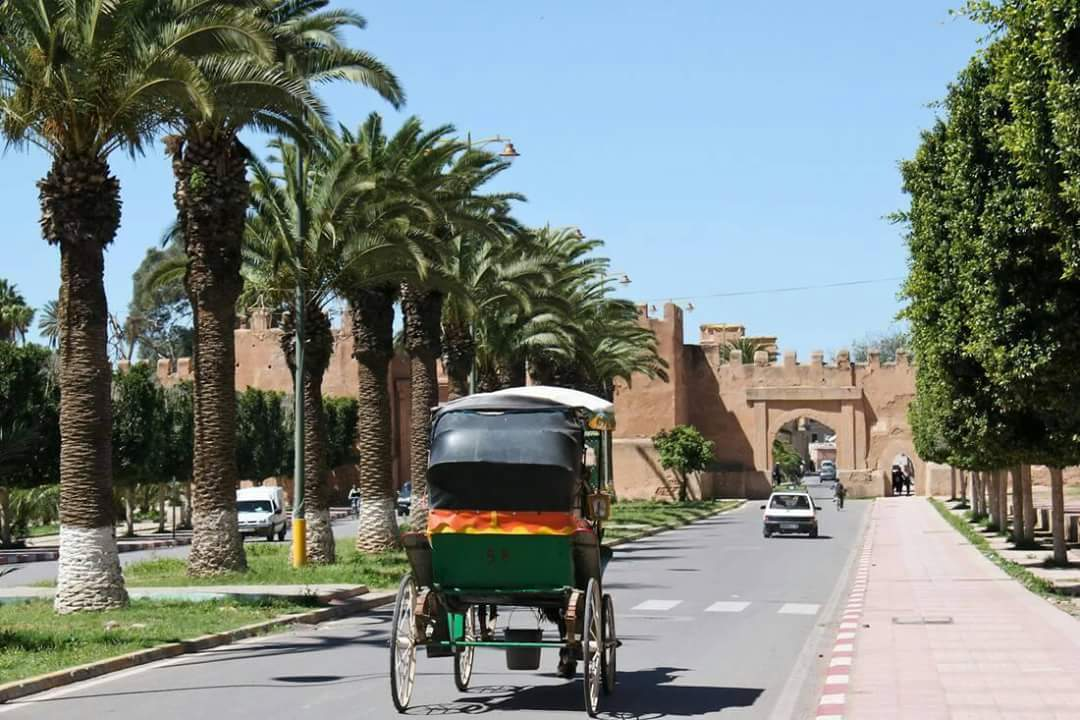
عربات الجر بالخيول (الكوتشي) في تارودانت

## النقل والطرق

### الطرق
تعتبر الطرق في مدينة تارودانت داخل الأسوار غالبيتها عبارة عن طرق معبدة بالطوب الإسمنتي، أما الجزء الواقع خارج الأسوار وخاصة الحي الإداري فيتضمن طرق معبدة بالإسفلت في حالة جيدة.

### وسائل النقل
في غياب للنقل الجوي أو النقل السككي، تعتبر المحطة الطرقية لتارودانت هي البوابة الرئيسية لكل مسافر قادم للمدينة، حيث تتوفر على حافلات تقوم بتشغيل رحلات يومية باتجاه مختلف المدن الكبرى بالمغرب كأكادير، مراكش، الدار البيضاء، الرباط، ورزازات، وفاس، كما تتوفر المحطة على سيارات أجرة من النوع الكبير تقوم برحلات في اتجاه المدن القريبة من تارودانت، كأيت إيعزة، وأولاد تايمة وأولاد برحيل، وإيغرم، وأيضا بعض المدن الكبيرة كأكادير، وإنزكان، ومراكش. كما ترتبط تارودانت بالجماعات القروية والحضرية القريبة منها بحافلات للنقل الحضري تقوم بتشغيلها شركة الكرامة، بالإضافة لسيارات الأجرة الكبيرة.
وتتميز تارودانت بالتسعيرة الموحدة لسيارات الأجرة الصغيرة، حيث أن هذه الأخيرة لا تشتغل بالعداد وإنما تعمل حسب تسعيرة موحدة حددت في 8 دراهم ونصف بالنهار وعشرة دراهم بالليل. كما يوجد في تارودانت عربات الجر بالخيول وتسمى محلياً باسم الكُوتْشياتْ والتي لابد للزائر أو السائح أن يقوم بجولة بها للتعرف على مختلف معالم المدينة، كما أن أسعار هذه الكوتشيات منخفضة وهي في متناول الجميع، حيث يمكن التفاوض مع السائق وذلك حسب المسافة أو الوجهة التي يرغب الزبون في الوصول إليها.

### النقل الجوي
مطار تارودانت سيدي دحمان هو مطار مدني بمدرج غير معبد يستعمل من طرف الطائرات الصغيرة وبه نادي خاص للقفز بالمظلات، وهناك مشروع لتطويره وتعبيد المدرج ليتم استعمال المطار في عمليات الإغاثة أو الكوارث. ويبقى مطار أكادير المسيرة الدولي هو أقرب مطار يمكن إستخدامه للوصول لتارودانت جواً سواء للرحلات الداخلية أو الرحلات الدولية.

## السياحة
أهم الأنشطة السياحية التي يمكن للسائح القيام بها في مدينة تارودانت:
- إستكشاف سور تارودانت وأبوابه، وإلتقاط صور تذكارية من فوق باب القصبة
- زيارة مسجد جامع الكبير التاريخي والذي يعود تاريخ بناءه إلى ما قبل الدولة السعدية
- شراء المنتوجات المجالية كالعسل الطبيعي وزيت الزيتون وزيت الأركان وأملو والتمور من سوق جنان الجامع
- زيارة السوق الكبير للحرف التقليدية، وشراء المنتوجات التقليدية كالصندالة الرودانية والجلباب المغربي التقليدي
- شرب الشاي في مقاهي ساحة أسراك التاريخية والإستمتاع بعروض الحلقة
- جولة بدار الدباغ، والتعرف على طريقة صناعة المنتوجات الجلدية
- زيارة الجماعات القروية القريبة من تارودانت لاكتشاف جمال الطبيعة والمناظر الطبيعية كجماعة تيوت وجماعة إيمولاس وجماعة توبقال.

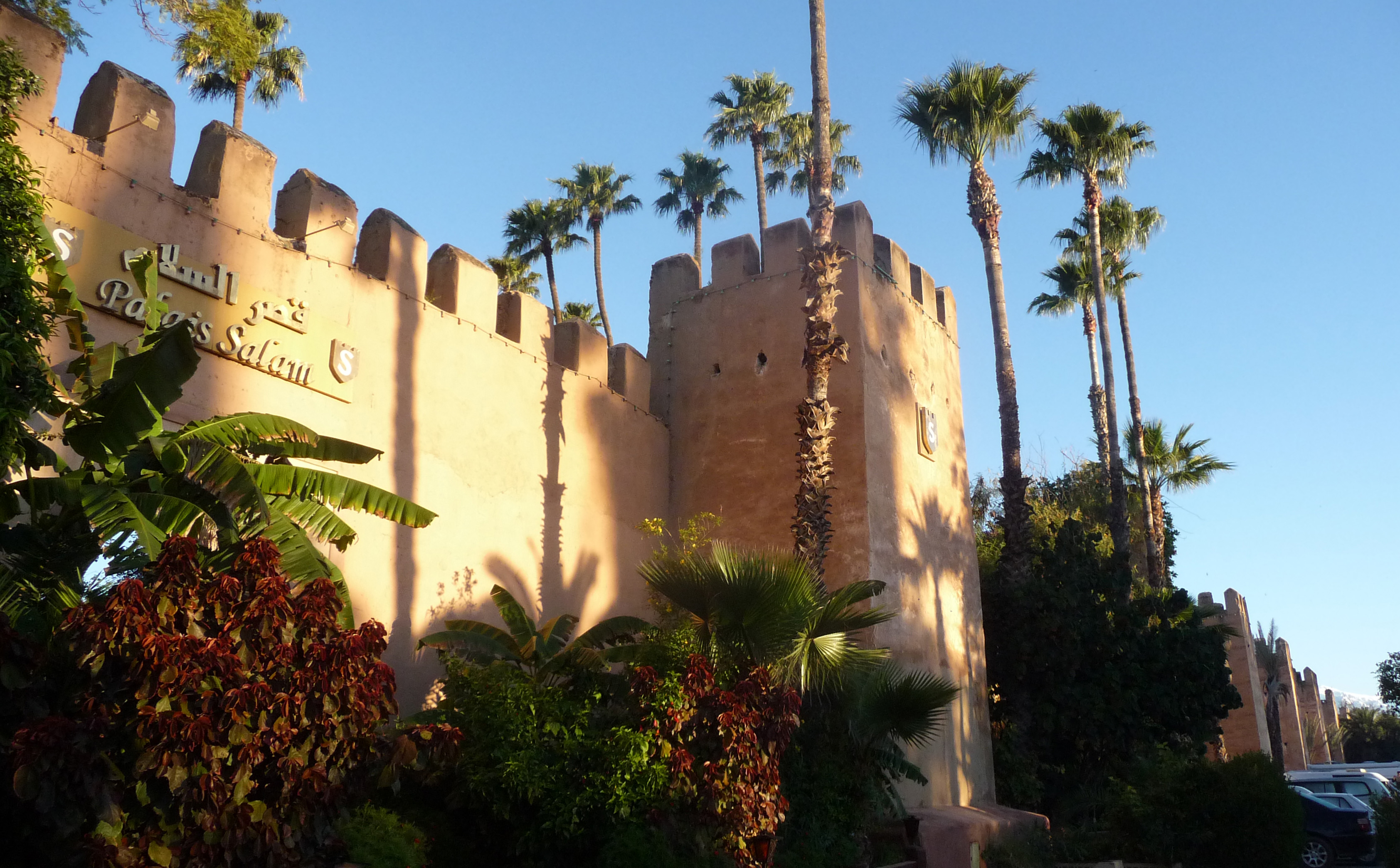
فندق قصر السلام (سابقاً فندق مرحبا) الذي كان عبارة عن قصر لأحد حكام تارودانت، وتم تحويله لفندق ولازالت تتواجد به حدائق رائعة لكنه تعرض للإغلاق بسبب إفلاسه

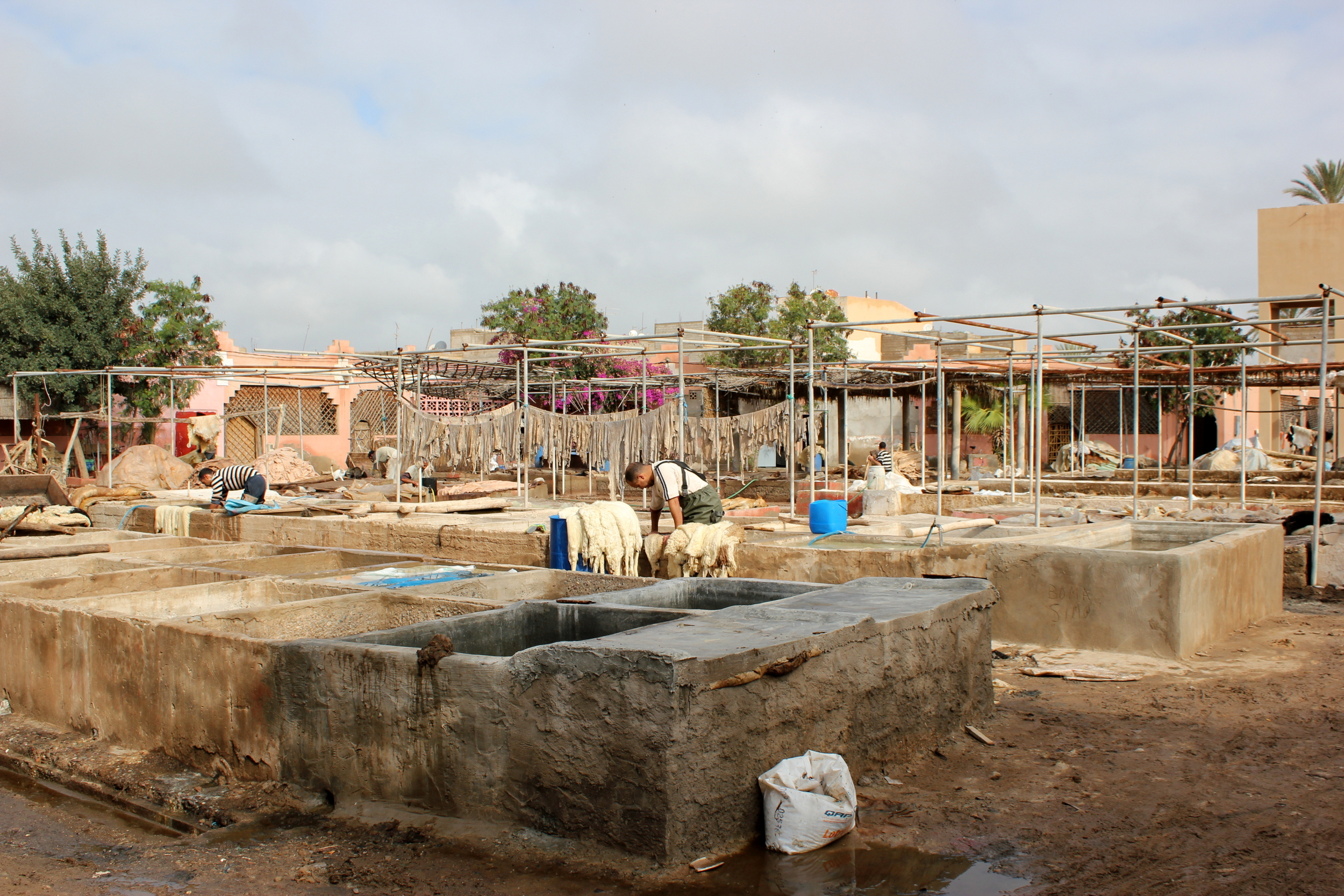
دار الدباغ في باب تارغونت والتي لازالت في الخدمة، ويتم صناعة المنتوجات الجلدية بها

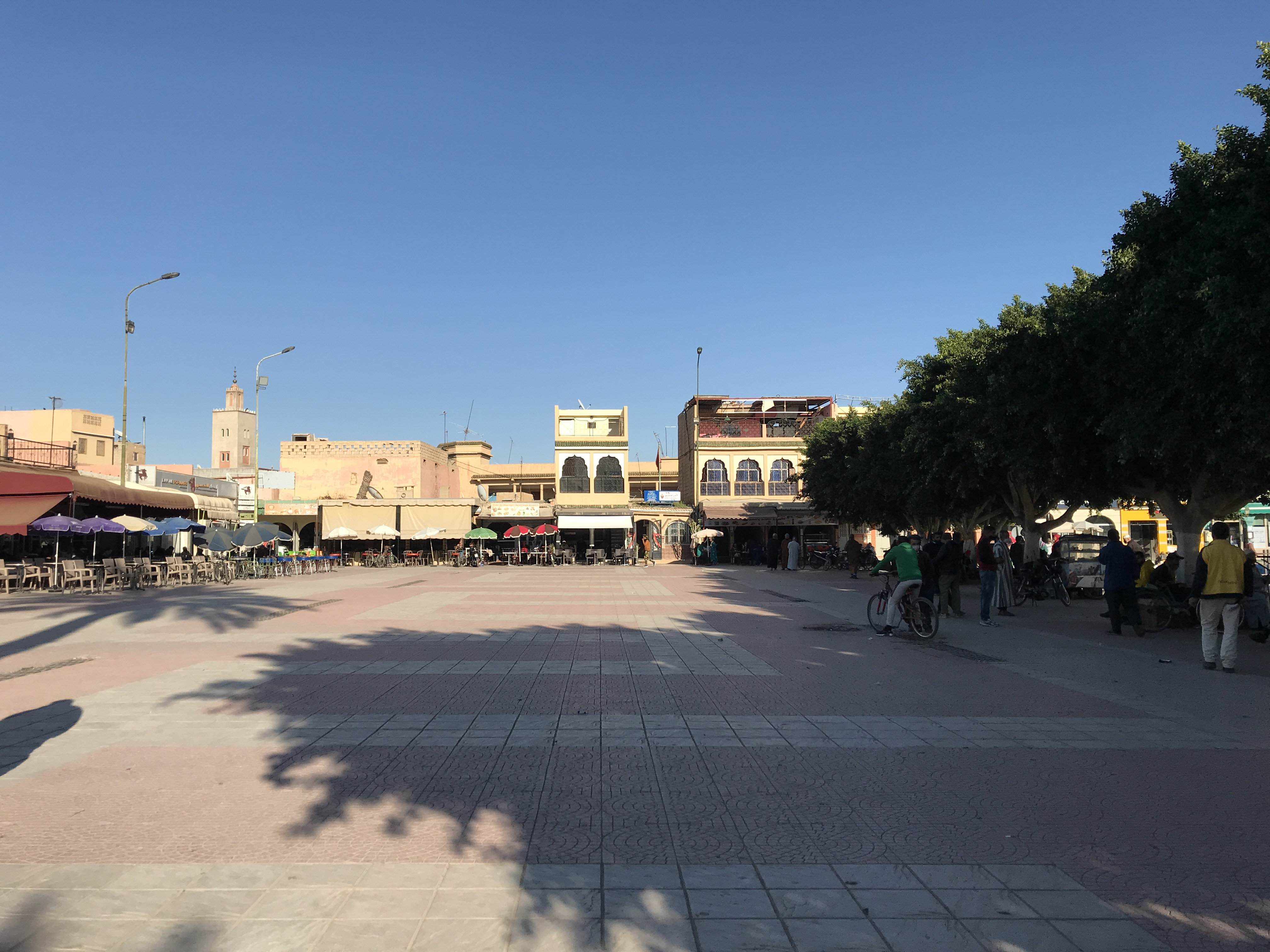
ساحة أسراك في وسط مدينة تارودانت

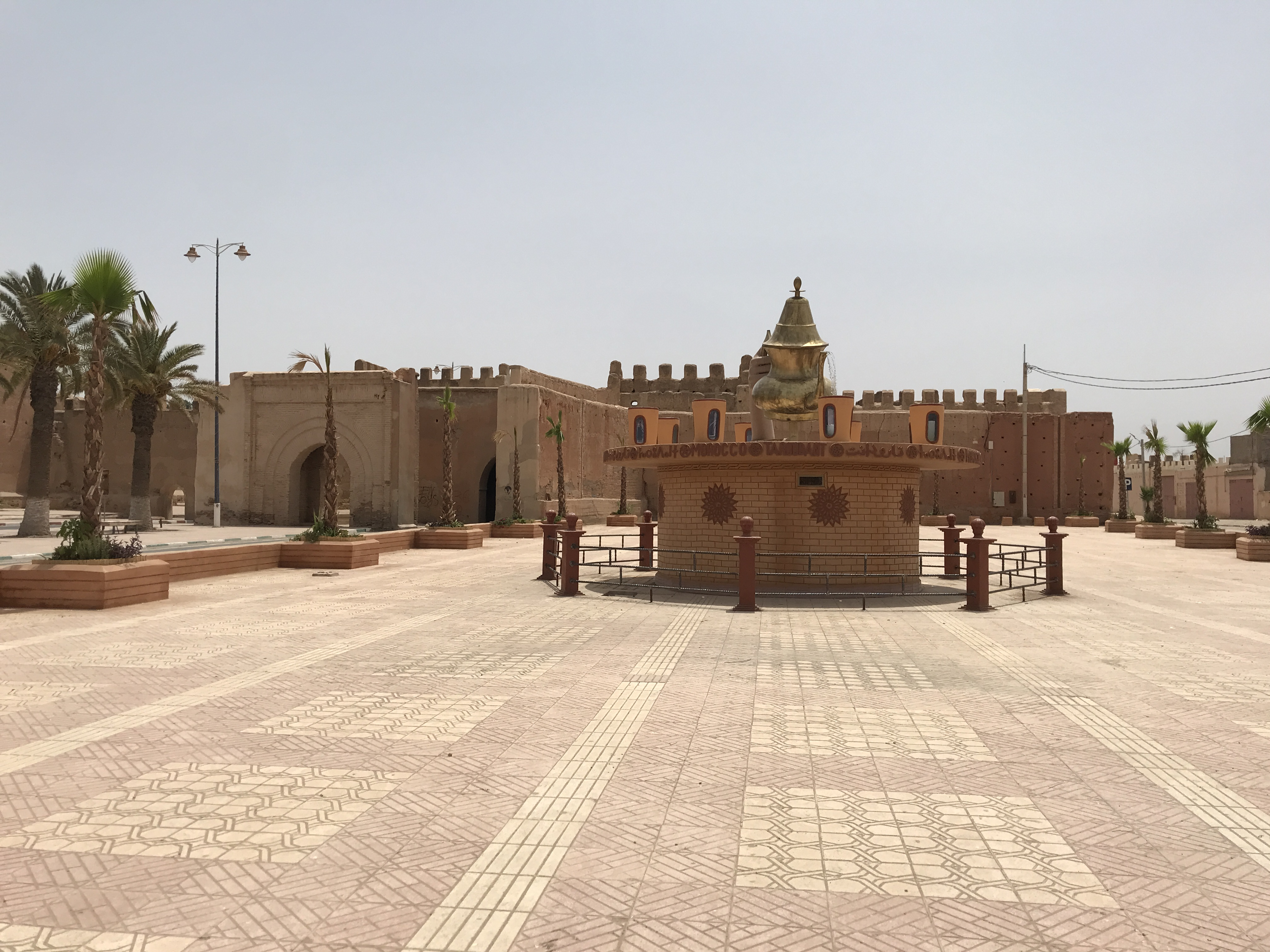
ساحة 6 نونبر في مدينة تارودانت

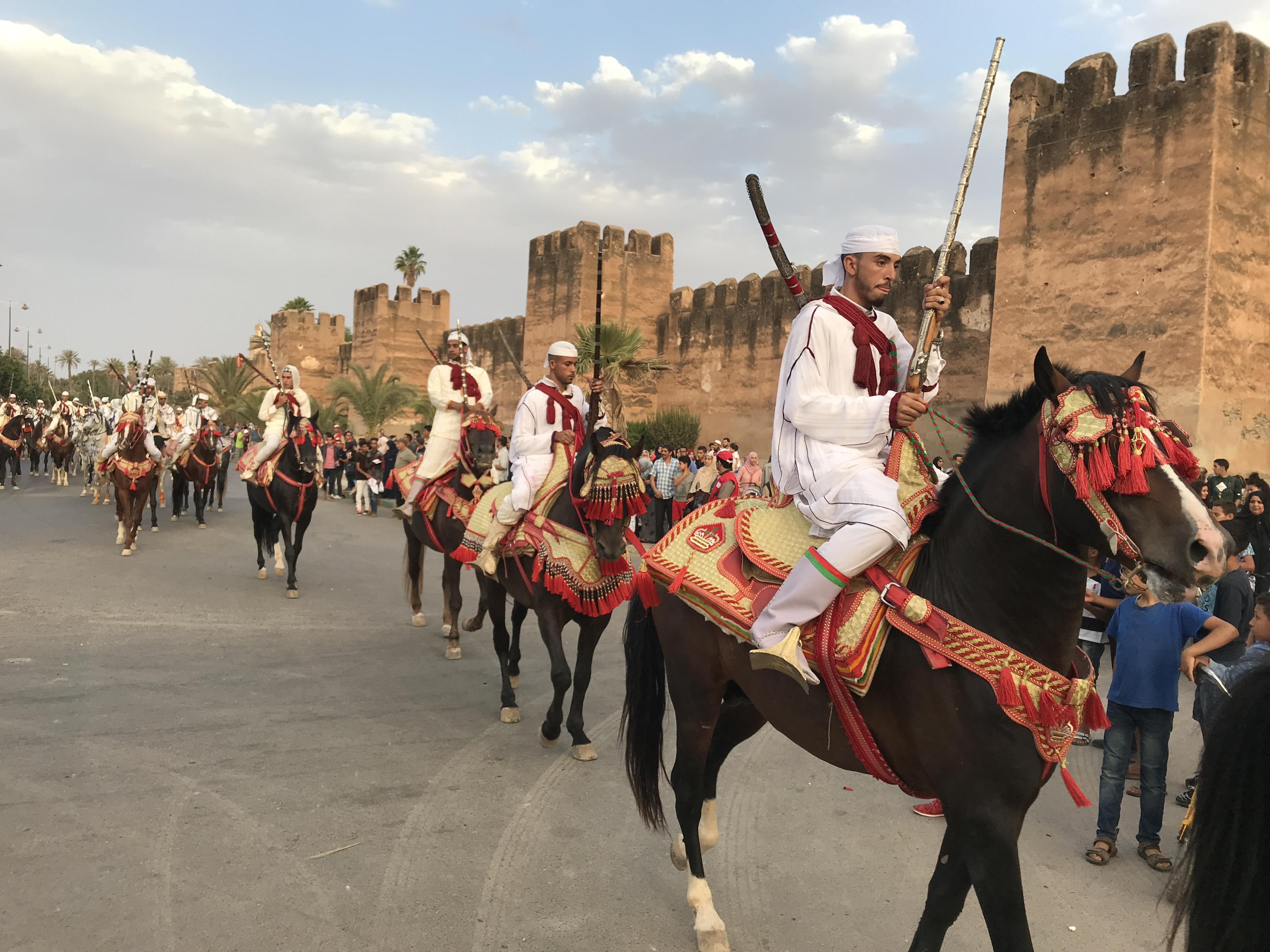
ملتقى ربيع تارودانت للتبوريدة (سنة 2019)

### الفنادق ودور الضيافة
تارودانت هي من المدن العريقة والمفضلة لدى السياح الباحثين عن المآثر التاريخية والراغبين في مكان هادئ بعيدا عن ضجيج المدن الكبرى، حيث تُوفر الفنادق ودور الضيافة بالمدينة خدمات مميزة وبأثمنة منخفضة. ويشكل السياح الفرنسيين أعلى نسبة للزائرين بالمدينة ثم يليهم الألمان والإيطاليين.
معظم الفنادق ودور الضيافة المتواجدة داخل المدينة عبارة عن رياضات تقليدية، وغالبية مالكيها هم من الأجانب الذين أعجبوا بتارودانت واستقرو بها، وقامو بإعادة بناء الرياضات وتحويلها لدور للضيافة مع المحافظة على شكلها المعماري التقليدي. وتبلغ أثمنة المبيت فيها إبتداءاً من 350 درهم. أما باقي الفنادق المتواجدة في المناطق المحيطة بالمدينة فتتميز بكونها فنادق فخمة وتوجد في مناطق هادئة وسط الطبيعة والضيعات الفلاحية وتتميز أيضاً بمسابحها الكبيرة، ويبلغ ثمن المبيت فيها ما بين 500 و 800 درهم.

### الصناعة التقليدية
تُعتبر الصناعة التقليدية الركيزة الأساسية التي يعتمد عليها الاقتصاد المحلي بحيث تُشغل نسبة كبيرة من اليد العاملة وتدعم قطاع السياحة بالمدينة، وتتضمن عدة مجالات منها الدباغة والحدادة والخرازة والنجارة. والتاريخ أيضاً يشهد لمدينة تارودانت بشهرتها في مجال الصناعة الجلدية المعتمدة بالأساس على جلود ماشية المدينة وضواحيها، وعلى بعض المواد الكيماوية كالملح والشبة، كما يستعين الدباغون ببعض المواد النباتية لتلوين الجلود، كأوراق الجوز وأركان وقشور الرمان، وقد عرفت جلود القطر السوسي بجودتها، فالحسن الوزان (ليون الأفريقي) يشير إلى أنه يصنع بالمنطقة الجلد القرطبي الجميل، الذي يسمى المغربي في إيطاليا. ولقيت هذه الصناعة عناية فائقة من طرف السعديين، فقد تطورت التقنيات رغم بساطتها بسبب الاتصال بالعناصر الأجنبية الأندلسية والشرقية بالخصوص، فكانت صناعة الجلد مجالا لتفنن الصانع الروداني حيث تركز الدباغون في حومة خاصة بهم تسمى «دار الدباغة» وموقعها ظل إلى وقت متأخر مجاورا لساحة أسراك من جهة الشمال، وإستفادت من قرب سوق الجلد منها، فكانت بذالك تارودانت قبلة للتجار والصناع على حد سواء يتزودون منها بالبلغة والجلد المدبوغ. وحرصاً من السلطات المحلية على العناية بالصناعة التقليدية وعدم اندثارها فقد تم بناء مركب مندمج للصناعة التقليدية بتارودانت، وقد دُشن رسمياً في 26 فبراير 2020، وبلغت تكلفة إنجازه 22.88 مليون درهم. ويعمل على التعريف بحوالي 13 حرفة، وإلى المساهمة في التنمية الاقتصادية والاجتماعية والسياحية وتحسيين دخل حرفيي تارودانت عن طريق إنعاش وتسويق منتوجات الصناعة التقليدية، كما يتوفر هذا المركب على مركز للتأهيل المهني في فنون الصناعة التقليدية، ويساهم في تكوين وتأهيل الشباب في عدة مجالات منها الفصالة والخياطة، الفراشة، الخرازة، النجارة، الحدادة.

### الساحات والحدائق
تتميز المدينة بتواجد العديد من الساحات، وهي:
- ساحة العلويين: إسمها القديم والأصلي هو ساحة أسراك، وهو الاسم الأكثر تداولاً محليا، وهو إسم بالأمازيغية ويعني الساحة أو الفناء الفسيح. وهي عبارة عن ساحة تاريخية، وتعتبر القلب النابض للمدينة القديمة. تشتهر ساحة أسراك بالحلاقي والفرق الموسيقية ومُربو الأفاعي الذين يُقدمون عروضهم للسكان المحليين والسياح خصوصاً في الفترة المسائية. ويوجد في هذه الساحة العديد من المقاهي والمطاعم حيث يفضل غالبية السياح الجلوس في هذه المقاهي للإستمتاع بالعروض الموسيقية التي تقام بساحة أسراك.
- ساحة النصر: وإسمها القديم والأكثر تداولاً هو ساحة تامقلات، وهي تقع بمدخل سوق جنان الجامع، وغير بعيد عن ساحة أسراك. وهي عبارة عن ساحة كبيرة مخصصة لوقوف السيارات، وينصح بركن السيارة في هذه الساحة، للراغبين بالتسوق، نظراً لصعوبة السياقة بسبب ضيق الطريق والإزدحام الكبير الذي يعرفه شارع محمد الخامس والذي يربط ما بين جامع الكبير إلى غاية باب تارغونت، كما تشتهر ساحة تامقلات بعربات بيع عصير الليمون البارد والطازج. يوجد بساحة تامقلات محطتين صغيرتين واحدة مخصصة لسيارات الأجرة الصغيرة، وآخرى مخصصة لعربات الكوتشي.
- ساحة 20 غشت: هي الساحة التي يقام فيها أغلب العروض والمهرجانات الكبيرة نظراً لمساحتها الشاسعة وتتخللها نافورة كبيرة في الوسط تزيد من جماليتها. وتكون هذه الساحة ممتلئة بشكل كبير في الفترة المسائية بعد الساعة السادسة مساءاً نظراً لقربها من حديقة إبراهيم الروداني التي تستقطب العديد من سكان المدينة.
- ساحة باب الحجر: وتتميز هذه الساحة باحتضانها للعديد من ملاعب القرب الخاصة بكرة القدم وكرة السلة، وسكيت بارك، وتحتضن هذه الساحة أيضاً متحف الهواء الطلق كلوديو برافو الذي يضم العديد من المجسمات.
- ساحة 6 نونبر: وتقع أمام المستشفى الإقليمي المختار السوسي. وقد كانت في السابق تُستخدم كملعب لكرة القدم، لكن بعد إحداث ملاعب القرب، تم تحويلها لساحة عمومية عبر تهيئتها، كما تم إحداث نافورة بها على شكل براد تقليدي مغربي.
- حديقة إبراهيم الروداني: هي أكبر وأهم حديقة في تارودانت، تم بنائها خلال الحماية الفرنسية في سنة 1938، وهي مصنفة كتراث مادي وطني عبر مرسوم صدر بالجريدة الرسمية في 2004.[31]
- حديقة جنان المشماشة: توجد بجوار باب أكافاي وتضم ألعاباً للأطفال.
- المنتزه الحضري لتارودانت: عبارة عن غابة حضرية تمتد على مساحة 39 هكتار، تم تهيأتها كمجال للنزهة والترفيه، وهي تقع في مدخل المدينة من جهة أيت إيعزة.

### المهرجانات والمعارض
- مهرجان تارودانت للدقة والإيقاعات
- ملتقى ربيع تارودانت للتبوريدة
- موسم تامصريت: يُنظم خلال شهر رمضان

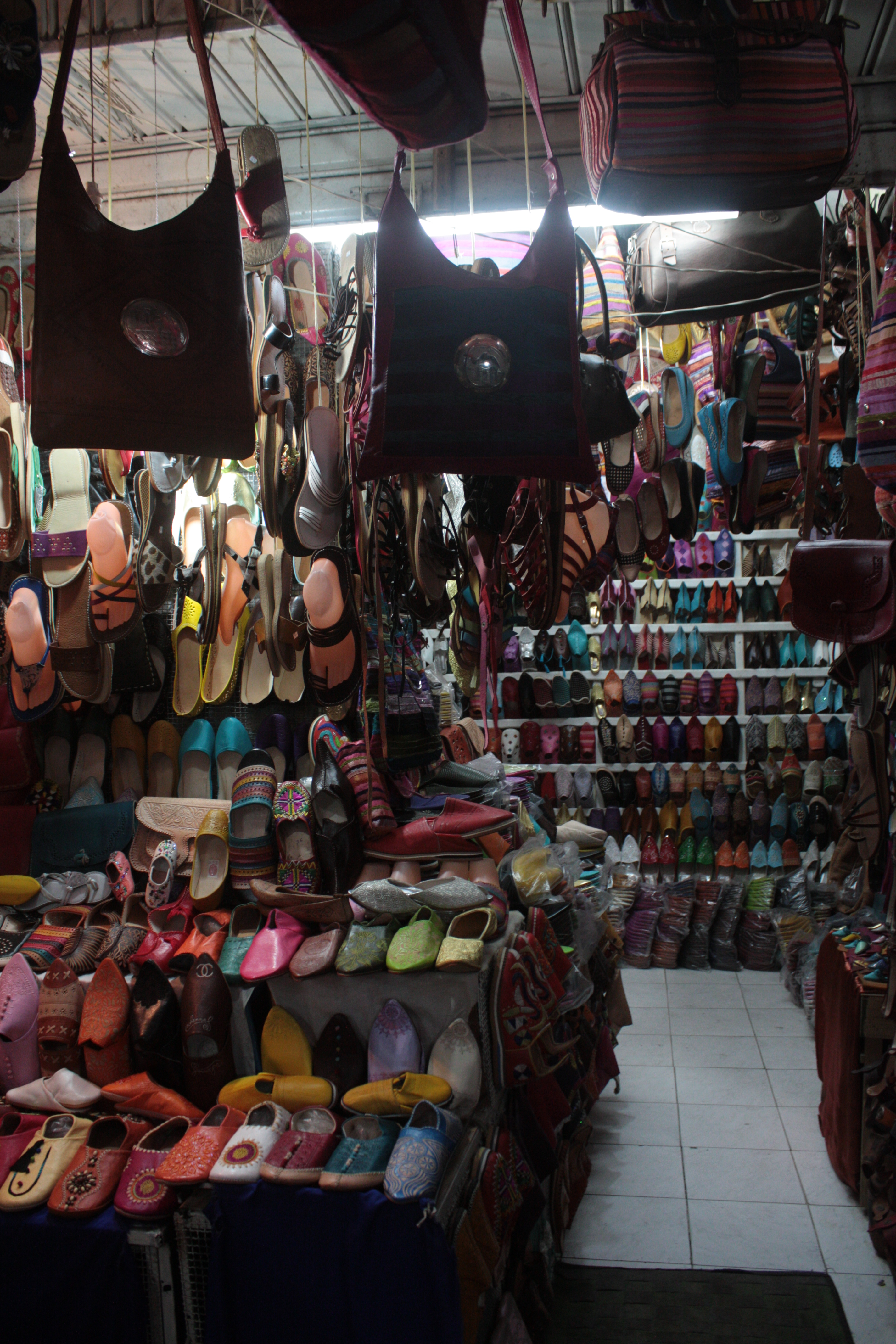
سوق تارودانت

- مهرجان الطفل
- المعرض الإقليمي للصناعة التقليدية
- المعرض الإقليمي للكتاب والقراءة

## الاقتصاد

### القطاع البنكي والمالي
يوجد في تارودانت 15 وكالة بنكية: 3 وكالات التجاري وفابنك، 2 وكالتين البنك الشعبي، 2 وكالتين الشركة العامة، 2 وكالتين مصرف المغرب، 2 وكالتين القرض الفلاحي، 2 وكالتين بنك افريقيا، وكالة واحدة لبنك CIH، وكالة واحدة البنك المغربي للتجارة والصناعة.
و14 وكالة لتحويل الأموال.

### المحروقات
تتوفر مدينة تارودانت على 9 محطات للوقود.

### القطاع التجاري والأسواق
تعتبر التجارة في تارودانت كمصدر رئيسي لتوفير فرص الشغل وإنعاش الاقتصاد المحلي، وتتوفر مدينة تارودانت على العديد من الأسواق، أهمها سوق جنان الجامع الخاص بالملابس العصرية، السوق الكبير للحرف التقليدية وهو الذي تتواجد به المحلات التجارية التي تعرض منتوجات الصناعة التقليدية والملابس المغربية التقليدية، بالإضافة إلى السوق الأسبوعي الذي يُنظم في تارودانت كل يوم أحد بالحي المحمدي لاسطاح والذي يضم العديد من المرافق منها سوق خاص بالخضر والفواكه وسوق خاص بالجملة وسوق خاص بالمواشي وسوق خاص بالدراجات الهوائية. وتضم منطقة لاسطاح أيضاً سوق تجاري أتقداو.
في السنوات الأخيرة، بدأت السلطات بالتوجه لإنشاء أسواق للقرب في تارودانت لحل مشكلة الباعة الجائلين، وقد بدأ تطبيق هذا التوجه الجديد من خلال إنشاء أول سوق للقرب في حي المعديات بشراكة مع المبادرة الوطنية للتنمية البشرية، ومن المنتظر الشروع في بناء سوق قرب آخر في حي سيدي بلقاس، وإنشاء سوق للخضر والفواكه بالجملة في حي أولاد الغزال لتحويل سوق لاسطاح لسوق يومي للقرب. كما توجد مخططات لإحداث أسواق أخرى خاصة بالدراجات النارية والسيارات المستعملة وسوق لبيع الحبوب في حي لاسطاح، ورحبة لبيع الجلد بدار الدباغ، وبناء سوق جديد في فرق الأحباب.

### المشاريع

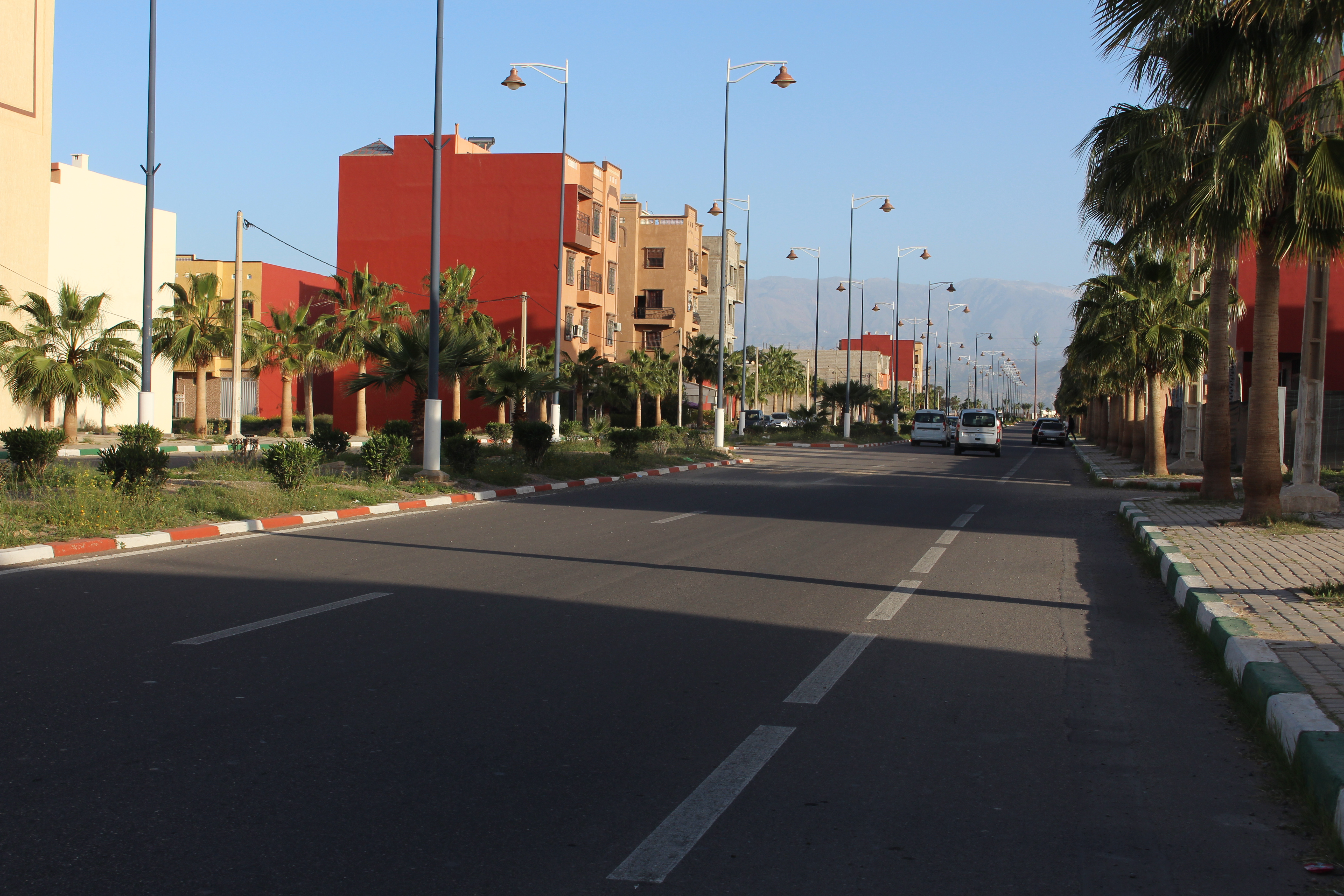
الحي المحمدي (لاسطاح) في مدينة تارودانت

عرفت تارودانت تطوراً ملحوظاً في المشاريع التنموية الكبرى، خصوصاً ما بين 2010 و2020 سواء المشاريع التي انتهت بها الأشغال أو التي مازالت قيد الإنجاز أو الدراسة. ومن بين المشاريع المهمة التي تم إنجازها بالمدينة في السنوات الأخيرة هي: الكلية المتعددة التخصصات، كلية الشريعة، المسبح البلدي الأولمبي، المركب الثقافي، الثانوية التقنية، سوق السمك، الغابة الحضرية لتارودانت، المركب المندمج للصناعة التقليدية، ملاعب القرب لكرة القدم، ملاعب التنس، ملعب لألعاب القوى. أغلب هذه المشاريع تم إنجازها خارج أسوار المدينة خصوصاً في حي لاسطاح، وذلك لتشجيع الساكنة على الإستقرار والعيش خارج الأسوار وبالتالي تخفيف الكثافة السكنية بداخل المدينة. وقد عرفت أيضا المدينة داخل الأسوار تحديثاً للطرق بالطوب الإسمنتي. أما أهم المشاريع التي لا زالت في طور الإنجاز فهي: القاعة المغطاة للرياضات.
أما المشاريع التي لم تنجز بعد، فمن بينها مشروع بناء قنطرة ثانية فوق واد الواعر لربط حي لاسطاح مع المدينة، ومشروع المحطة الطرقية والذي لم يرى النور لأسباب تتعلق بتسوية الوضعية القانونية للعقار الذي سيقام عليه المشروع، وما زالت جماعة تارودانت في صدد اقتناء العقار المناسب لإنجاز المحطة الطرقية. أما المشروع الثاني فهو مجمع الحرف والمهارات بتارودانت، وهو مشروع مُهم يهدف إلى إزالة جميع المحلات المتواجدة وسط المدينة والتي تعمل في الحدادة والنجارة والميكانيك وتسبب ضجيجاً وإزعاجاً للسكان بسبب تواجد معظمها داخل الأحياء السكنية، وقد جاء إقتراح هذا المشروع ليتم تجميع جميع أصحاب هذه المحلات في مجمع واحد بحي لاسطاح بعيداً عن الأحياء السكنية، وسيمتد هذا المشروع على مساحة 30 هكتار.
تفتقر مدينة تارودانت لمنطقة صناعية، ولا يوجد بها محطة لمعالجة المياه العادمة، وهذه من بين الأسباب الرئيسية وراء غياب الإستثمارات والمشاريع، ومن المنتظر أن يتم إنجاز حي صناعي يمتد على حوالي 170 هكتار في الشمال الغربي لحي لاسطاح. كما سيعرف نفس الحي مزيداً من المشاريع المستقبلية، ومنها: إحداث مصنع لصناعة الأفرشة، إنجاز مصنع لمواد البناء، بناء مطاحن عصرية كبرى، بناء مجزرة جديدة، إنجاز حلبة لتعليم السياقة، بناء مركز للإيواء والإستقبال، مقرات جديدة للأمن الوطني والوقاية المدنية.

## التقسيم الإداري والأحياء

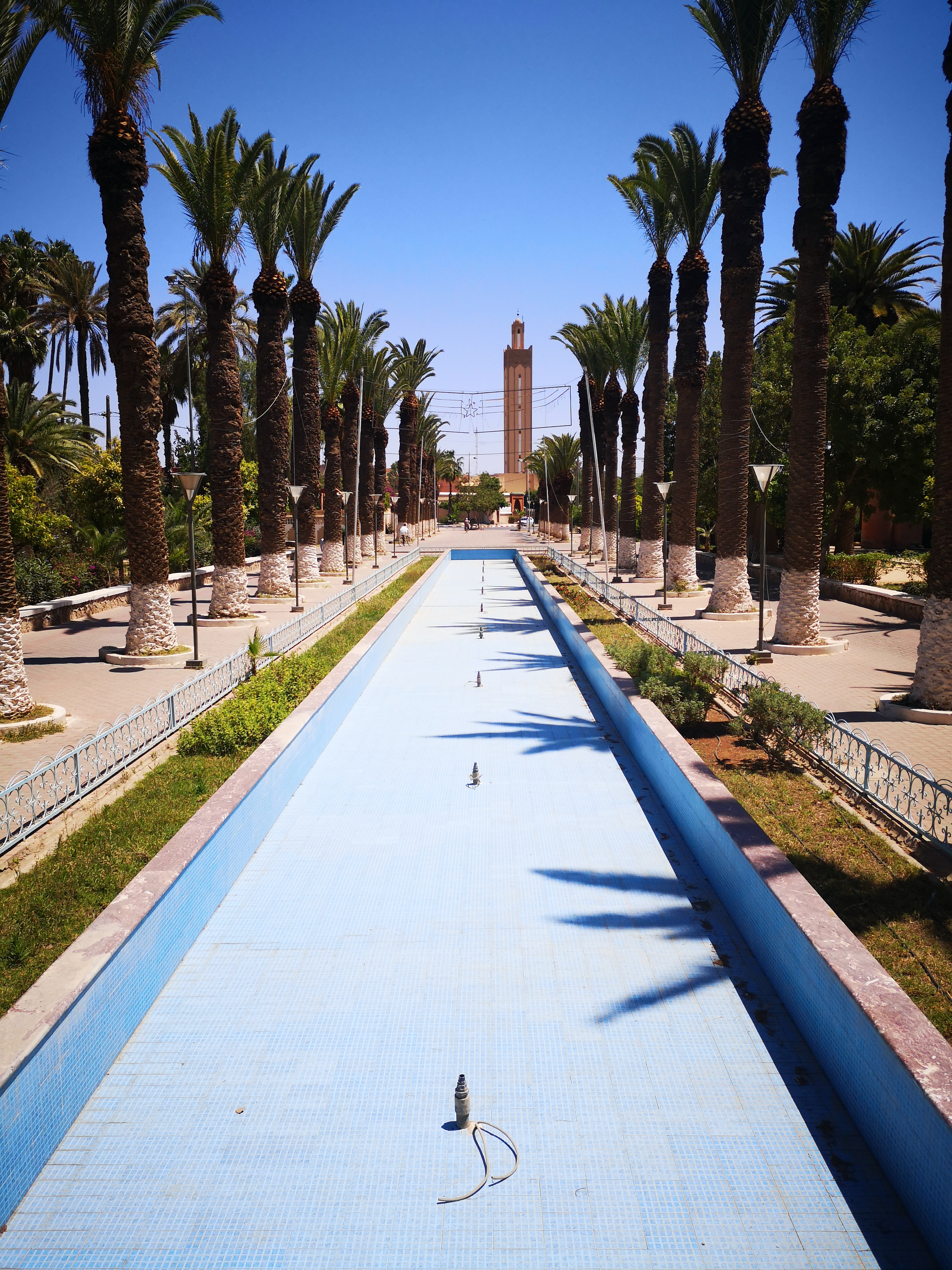
ممر النخيل بحديقة ابراهيم الروداني في تارودانت

### التقسيم الإداري
تنقسم مدينة تارودانت إلى 4 ملحقات إدراية، ويُشرف على كل ملحقة قائد.
| الملحقات الإدارية        | المناطق التابعة لها |
| ------------------------ | --- |
| الملحقة الإدارية الأولى  | جميع الأحياء التي تقع داخل سور المدينة (ماعدا الأحياء التابعة للملحقة الإدارية الثانية) |
| الملحقة الإدارية الثانية | حي باب الخميس، درب العفو، درب الزمالة، حي تافلاكت، حي القصبة، حي سيدي العربي، جنان المرأة، درب الشريف، أولاد بنونة، الحي الحسني وجميع المناطق الموجودة خارج السور، الممتدة من باب تارغونت إلى باب الزركان |
| الملحقة الإدارية الثالثة | تجزئة الدعداع، درب الشاف عزيز، حي سيدي بلقاس، حي زرايب أولاد بنونة، الزيدانية، زاوية سيدي داود، رك أشبار، أولاد الغزال                                                                                    |
| الملحقة الإدارية الرابعة | الحي المحمدي، حي المحايطة، حي بلاقشاش، حي المعديات، شارع الحسن الثاني، حي البورة، حي أگويدير |

### أحياء تارودانت
قائمة بالأحياء الموجودة في مدينة تارودانت وأهم ما تتميز به:
| اسم الحي                                                                                                 | الوصف |
| --- | --- |
| حي فرق الأحباب حي باب تارغونت حي البلاليع حي بنيارة                                                      | هذه أحياء تجارية وسكنية في نفس الوقت، جميعها تتواجد بالمدينة القديمة داخل الأسوار، وهي تتميز بكثرة المحلات التجارية، وبتواجد العديد من بائعي الخضر والفواكه، ومطاعم الوجبات الخفيفة |
| الحي المحمدي                                                                                             | وهو يسمى أيضاً بحي لاسطاح، وقد تم تشييده ليكون بمثابة المدينة الجديدة لتارودانت، ولتخفيف الضغط الحاصل في المدينة القديمة، تم تشييد مختلف المشاريع الجديدة بهذا الحي كالمسبح البلدي، المركب الثقافي، الكلية المتعددة التخصصات، كلية الشريعة، السوق الأسبوعي للخضر والفواكه |
| المحايطة هو حي كبير وينقسم إلى مجموعة من الأحياء أبرزها: الحي الإداري حي بويكيضو حي جنان التصريف حي نديم | عموماً فمنطقة المحايطة هي معروفة بالمعاملات الإدارية، حيث يتواجد بها مختلف الإدارات العمومية، والإدارات الأمنية والمديريات الإقليمية، والأبناك، ووكالات التأمين، والمقاهي، وبتواجد هذا العدد الكبير من الإدارات فقد قرر العديد من الموظفين الذين يعملون بهذه الإدارات الإستقرار في المحايطة مما ساهم في تزايد عدد المنازل والسكان وعموماً فالمحايطة تُعتبر أجمل وأرقى مكان للعيش بتارودانت لكون مختلف المنازل التي بُنيت بها حديثة وعصرية وقربها من مختلف الإدارات كما أن موقعها الجغرافي البعيد عن ضجيج المدينة القديمة يجعلها منطقة هادئة حيث يحيط بالمحايطة العديد من الحقول والبساتين التي لم يصلها العمران بعد خصوصاً في حي بويكيضو وحي نديم |
| حي بلاقشاش حي المعديات حي سيدي بلقاس حي الزرايب حي بوتاريالت                                             | هذه أحياء تتواجد خارج السور بعيداً عن المدينة القديمة وهي أحياء سكنية |
| أكافاي أقنيس درب حدة بويزمارن                                                                            | هذه أحياء سكنية، ورغم تواجدها في المدينة القديمة داخل الأسوار فشوارعها كلها معبدة وكبيرة ويمكن الولوج إليها بالسيارات بكل سهولة |
| درب أقا درب كسيمة درب الجزارة                                                                            | هذه أحياء سكنية، توجد في المدينة القديمة ولكن الولوج إليها بالسيارات غير ممكن، لكون طرقها ضيقة، ويمكن الولوج إليها بالدراجات العادية أو النارية فقط |
| حي باب الخميس                                                                                            | يمتد هذا الحي إبتداءاً من باب الخميس إلى غاية حي فرق الأحباب ويسمى الشارع الذي يخترق حي باب الخميس بشارع إبراهيم الروداني، وأهم ما هذا يتميز به هذا الحي على طول شارعه الرئيسي هو تواجد العديد من محلات ميكانيك السيارات ومحلات بيع قطع الغيار، ومحلات النجارة والألومنيوم والحدادة، والعديد من المحلات الأخرى المتخصصة في بيع مواد البناء |
| حي رك أشبار حي الزيدانية حي زاوية سيدي داوود حي أيت قاسم حي أولاد الغزال دوار البورة دوار أكويدير        | هذه الأحياء هي أحياء بعيدة جداً عن وسط المدينة، إدارياً هي تابعة للمجال الحضري لتارودانت، لكن بسبب بعدها الجغرافي عن المدينة فهي لا تزال تعاني التهميش، ولازال يغلب على بعضها الطابع القروي تعاني بعض هذه الأحياء من إنفلاتات أمنية نظراً لبعدها عن المدينة وبعدها عن أعين رجال الأمن، ومعظم الطرق في هذه الأحياء غير معبدة، وتعاني من مشاكل كثيرة كغياب شبكة الصرف الصحي، وهناك أيضاً العديد من المنازل في هذه الأحياء لا يتوفرون على الماء الصالح للشرب والكهرباء |

## التعليم
قائمة المؤسسات التعليمية في مدينة تارودانت:
| - التعليم الابتدائي: - مدرسة ابن السعيدي (المحايطة) - مدرسة المنصور الذهبي (المحايطة) - مدرسة باب الخميس (باب الخميس) - مدرسة أحفير (بنيارة) - مدرسة عبد الله بن ياسين (فرق الأحباب) - مدرسة آمنة بنت وهب (فرق الأحباب) - مدرسة إبراهيم الروداني (درب أقا) - مدرسة البساتين (أكافاي) - مدرسة الوفاق (بيزمارن) - مدرسة رودانة (سيدي بلقاس) - مدرسة الشهيد وسعدان (الزرايب) - مدرسة بوتاريالت (بوتاريالت) - مدرسة الإمام مالك (أولاد الغزال) - مدرسة زاوية سيدي داوود (سيدي داوود) | - مؤسسات التعليم الخصوصي: - مؤسسة أوميكا - مؤسسة بونوني - مؤسسة اقرأ - مؤسسة الأمل - مؤسسة نهج الفلاح - مؤسسة فالا - مؤسسة طارق 1 - مؤسسة طارق 2 - مؤسسة منار العرفان - مؤسسة السبيل - مؤسسة المعري | - التعليم الإعدادي والثانوي: - إعدادية الحسن الأول - إعدادية الرحال المسكيني - إعدادية الزيراوي - ثانوية ابن سليمان الروداني - ثانوية سيدي وسيدي - ثانوية محمد الخامس - الثانوية التقنية | - المعاهد ومراكز التكوين والكليات: - الكلية المتعددة التخصصات - كلية العلوم الشرعية - المعهد المتخصص للتكنولوجيا التطبيقية - مركز التأهيل الفلاحي - مركز التأهيل المهني في فنون الصناعة التقليدية - معهد الأمير مولاي الحسن لتربية وتعليم المكفوفين - مركز تكوين أساتذة التعليم الابتدائي - معهد أبي العباس الجشتيمي للتعليم العتيق | - مؤسسات التكوين - (القطاع الخاص) - مؤسسة فالاديور للحلاقة - مؤسسة بيجي للتكوين الخاص - المعهد التقني للإعلاميات المطبقة على التسيير (إتيام) - معهد فيدورا للتكوينات التقنية - مركز فوكس للتكوين الخاص - معهد أوكسجين للغات والعلوم |

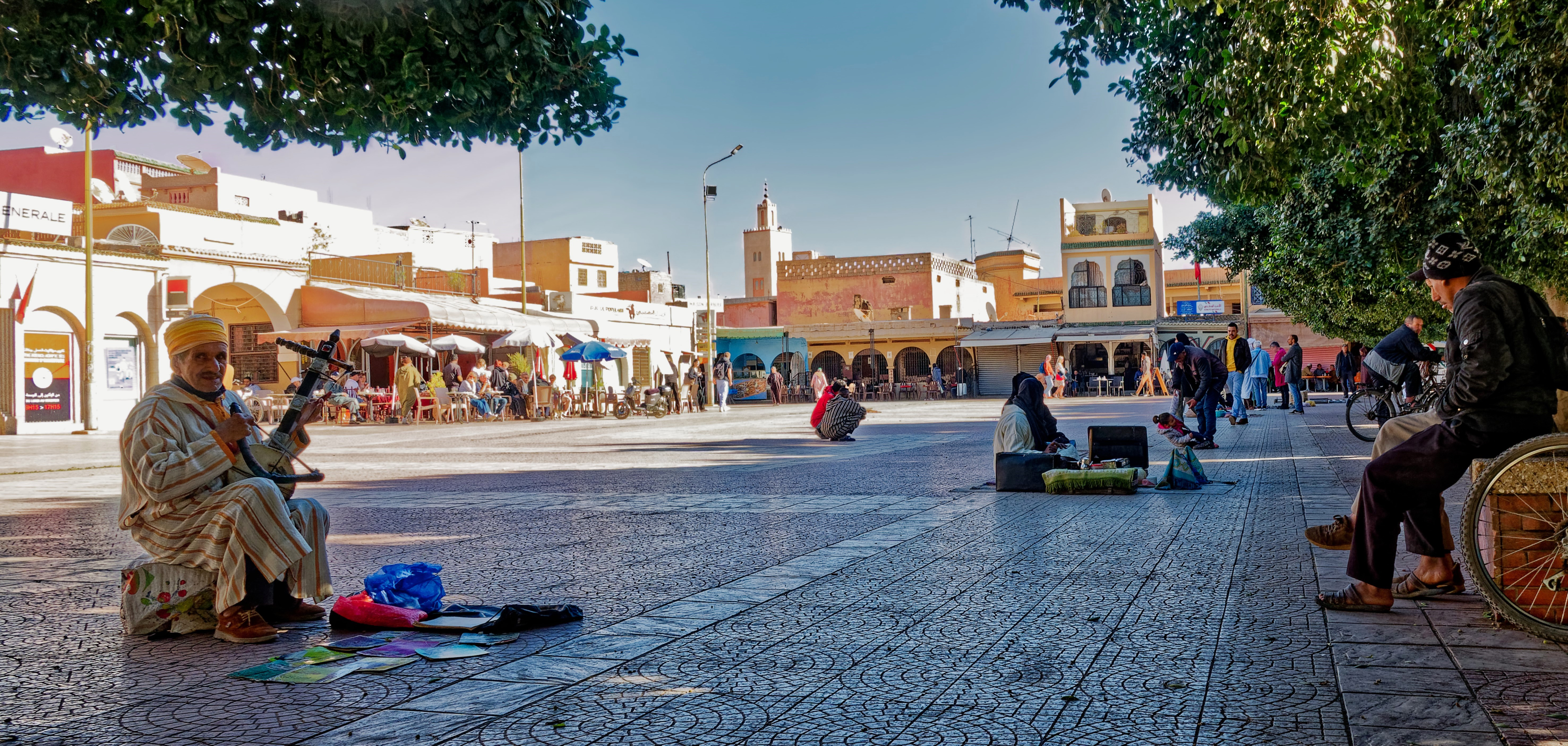
ساحة أسراك

## الرياضة
تعززت البنية التحتية الرياضية في تارودانت مؤخراً بإنجاز العديد من ملاعب القرب، وتحديث الملاعب الموجودة، حيث تم تحديث الملعب البلدي، وتجهيز ملعب محمد الجديدي بحي لاسطاح بالعشب الإصطناعي، وبناء ملاعب للقرب بكل من ساحة باب الحجر، وحي سيدي بلقاس، وحي بنيارة، وبناء حلبة لألعاب القوى، وملاعب للتنس في حي لاسطاح.
فيما يلي قائمة لأهم الأندية والجمعيات الرياضية النشيطة في تارودانت:
- اتحاد الشبيبة الرياضية لتارودانت - فرع كرة القدم UJST (أقدم نادي لكرة القدم في تارودانت يعود تاريخ تأسيسه إلى عام 1937)
- جمعية أجيال الرياضية الرودانية لكرة القدم
- جمعية أمجاد تارودانت للكرة النسوية
- جمعية أجاكس الروداني لكرة القدم
- الجمعية الرياضية رجاء تارودانت لكرة القدم
- جمعية فضاء الأخوة المغربية لكرة القدم
- جمعية الفلاح الرياضية فرع كرة القدم
- اتحاد النادي الروداني لكرة اليد
- الجمعية الرياضية لكرة السلة
- جمعية ماراطون تارودانت
- جمعية الوفاق الروداني للهوكي
- نادي التنس تارودانت
- جمعية هواة الحمام الزاجل
- جمعية الدراجة الهوائية بتارودانت

## الصحافة
تتوفر تارودانت على مجموعة من الجرائد الإلكترونية الإخبارية التي تتابع الشأن المحلي، ومن أبرزها: تارودانت بريس - تارودانت الآن - تارودانت 24 - أسراك 24.

## أحداث وحوادث
قائمة أهم الأحداث والحوادث التي مرت بمدينة تارودانت:
- 7 ماي 2013: احتراق الجامع الكبير بتارودانت الذي يعود تاريخه إلى العصر السعدي والذي يعد من أكبر المساجد التاريخية بالمغرب، يعزى سبب الاحتراق إلى تماس كهربائي، وقد حاولت السلطات المحلية اخماد الحريق لكن طبيعة بناء المسجد وسقفه الخشبي حالت دون تدخل ناجع لاخماد الحريق، وقد تدخل الملك محمد السادس وقرر إعادة إصلاح هذا المسجد من ماله الخاص وقد تم إعادة ترميم المسجد وفتحه من جديد سنة 2016.[33]
- 7 يوليوز 2017: تم تحديد وإحصاء جميع أشجار النخيل التي تعرقل حركة السير في مدينة تارودانت، حيث تم إحصاء 32 نخلة، وتم الاتفاق على إقتلاعها وتحويلها إلى واحة النخيل الموجودة قرب باب بيزمارن، لكن بعد بداية العملية تعرضت للتوقف بسبب إحتجاج بعض المواطنين الذين اعتبروا بأن هذه الأشجار تشكل جزءاً من تاريخ المدينة، بينما اعتبر مواطنون أخرون بأنه يجب الاستمرار في عملية تحويل هذه الأشجار بسبب تواجدها في شوارع رئيسية مهمة وتتسبب في حوادث السير. وبعد أخد ورد قرر المجلس الجماعي لتارودانت إلغاء وتوقيف هذه العملية إلى إشعار آخر.[34][35]

## المجلس الجماعي
يتم تسيير مختلف شؤون المدينة من طرف مجلس جماعي منتخب كل 5 سنوات.
| السنوات             | 1992-2015                            | 2015-2021            | 2021-2027             |
| ------------------- | ------------------------------------ | -------------------- | --------------------- |
| رئيس المجلس الجماعي | مصطفى المتوكل الساحلي                | إسماعيل الحريري      | عبد اللطيف وهبي       |
| الحزب               | حزب الاتحاد الاشتراكي للقوات الشعبية | حزب العدالة والتنمية | حزب الأصالة والمعاصرة |

## أعلام وفنانين
لائحة بأسماء أعلام وفنانين من أبناء مدينة تارودانت:
- ابن سليمان الروداني
- أحمد سلطان
- مهدي الناسولي

## وصلات خارجية
- الموقع الرسمي لبلدية تارودانت
- الموقع الرسمي لعمالة إقليم تارودانت